# 511e régiment du train
Aujourd'hui stationné à Auxonne, près de Dijon en Côte-d'Or, le 511e régiment du train est né en 1944 de la fusion entre les effectifs nécessaires à la constitution du nouveau groupe prélevés sur le 520e groupe de transport lui-même récemment créé.
Le 511e groupe de transport se forme à Clemenceau avec deux compagnies de transport, la 118e compagnie commandée par le lieutenant Labadie, issue du 28e escadron de Tradition du Centre d'Organisation du Train n°45, la 119e compagnie commandée par le lieutenant Valade, issue du 33e escadron de tradition du Centre d'organisation du train no 48 du Maroc. Cette dernière unité, mise sur pied à Fez le 16 août 1944, rejoint Clemenceau le 18 août 1944.
Démantelé après la Seconde Guerre mondiale, il est reformé en 1947 en Indochine.
Il est composé des 1re et 2e compagnies de transport.
En juin 1956, le 511e s'installe à Auxonne de retour d'Indochine.
Il devient en 1975, le 511e groupe de transport lourd et prend l'appellation de 511e régiment du train en 1978.
Son étendard lui est remis le 18 décembre 1980.
Depuis 2002, le 511e s’est vu attribuer la spécificité « montagne ». Il est  à ce titre le premier soutien logistique de la 27e brigade d'infanterie de montagne (27e BIM).
Depuis 2003, le régiment est un corps expérimentateur en matière de numérisation de l'espace de bataille (NEB) pour la partie logistique.
Cette nouvelle technologie consiste à équiper les véhicules, les postes de commandement ainsi que les unités débarquées, de terminaux tactiques (ordinateurs dédiés) reliés entre eux par radio. C'est un outil d'aide à la décision pour chaque échelon de commandement.

## Effectifs

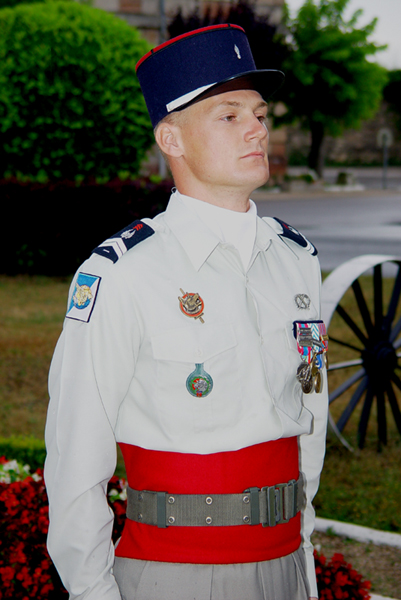
Sous-officier du du train lors du défilé du 14 juillet 2003.

Au 16 juillet 2021, le 511e régiment du train compte près de 950 militaires d'active, répartis en cinq unités auxquelles s'ajoutent deux unités de réserve opérationnelle.
Le régiment se compose de :
- un escadron de commandement et de logistique ;
- un escadron transport (4 pelotons de transport sur PPLOG et TRM 10000) ;
- un escadron de ravitaillement (1 peloton de manutention, 1 peloton de ravitaillement carburant, 1 peloton de suivi des flux) ;
- un escadron de transport de blindés (3 pelotons de transport de blindés sur TRM700/100 et SISU 50t) ;
- un escadron de circulation et d'escorte (4 pelotons de circulation et d'escorte sur PVP et VAB) ;
- un escadron de transport de réserve ;
- un escadron de circulation et d'escorte de réserve.

## Matériel
- 70 motos aux NTI
- 100 véhicules légers de type P4
- 300 poids-lourds et assimilés PPLOG, TRM1000, GBC180
- 9 VAB (véhicules de l'avant blindé)
- formateur du porteur polyvalent logistique (PPLOG)
- TRM 700/100 avec remorque 60T
- SISU avec remorque 50T

## Subordination
- Sur le plan territorial, le 511e régiment du train est rattaché à l'état-major de zone de Défense et de sécurité Nord-Est dont l'état major est installé à Metz depuis 2000.
- Sur le plan opérationnel, le régiment fait partie de la Brigade logistique depuis le 26 mars 2024.

## Mission et spécificités
Le 511e régiment du train est l'un des cinq régiments de transport et de soutien de l'armée de terre française.
À ce titre, il assure des missions de transport logistique en temps de paix et sur les théâtres d'opérations.
- La mission principale du régiment est d'assurer le soutien logistique d'une division de classe OTAN soit un effectif de 25 000 hommes d'une part et appuyer les mouvements d'une division à l'aide de l'unité de circulation routière.
- le régiment assure deux missions spécifiques :
  - assurer le soutien logistique de la 27e brigade d'infanterie de montagne engagée en action autonome.
  - mettre en place un centre de regroupement et d'évacuation de ressortissant.

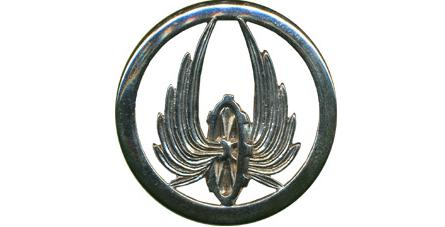
Insigne de béret.

## Insigne
La période de 1947 à 1956 explique la symbolique de l'insigne :
- L'étoile chérifienne à cinq branches sur fond rouge, marque le souvenir de la création du Groupe de Transport 801.

Un détachement du Groupe de Transport 523 se rendra au Maroc à Aïn-Harouda où renforcé par des conducteurs et cadres Marocains, il permettra de former le GT 801 ; en souvenir les soldats et sous-officiers portent la Ceinture Rouge traditionnelle.
- La roue dentée rappelle l'Arme du Train.
- Les armes de Paris soulignent la présence d'une forte proportion de cadres appartenant à l'époque au Groupe de Transport 523 stationné dans la région parisienne.
- Les épis de riz marquent la présence du Groupe de Transport 511 en Cochinchine, pays de deltas et de rizières.
- La tête de cheval rappelle que le groupe de Transport 511 a été constitué en 1945 à partir d'unités de Transport de l'Arme Blindée et Cavalerie.

## Étendard, fanions des unités élémentaires
L'étendard porte l'inscription « Indochine 1947-1954 ».
La cravate porte la Croix de Guerre des T.O.E avec étoile d'argent pour ses faits d'armes en Indochine et la croix de la valeur militaire avec une palme pour l'opération Pamir en Afghanistan et une étoile de bronze pour l'opération Serval au Mali.
Les fanions des unités élémentaires du régiment comportent deux signes particuliers : le Toug et l'étoile chérifienne

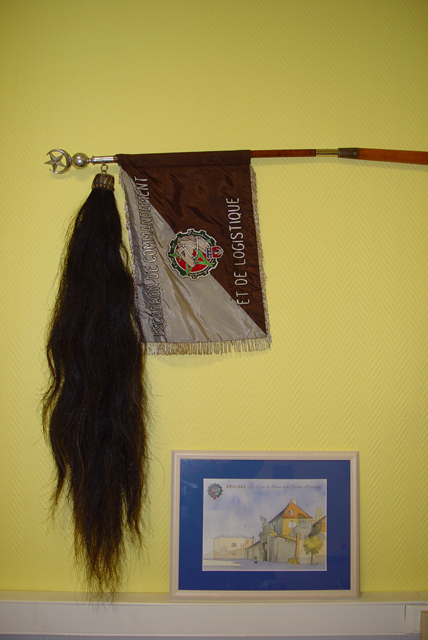
Fanion de l'escadron de commandement et logistique du 511e régiment du train
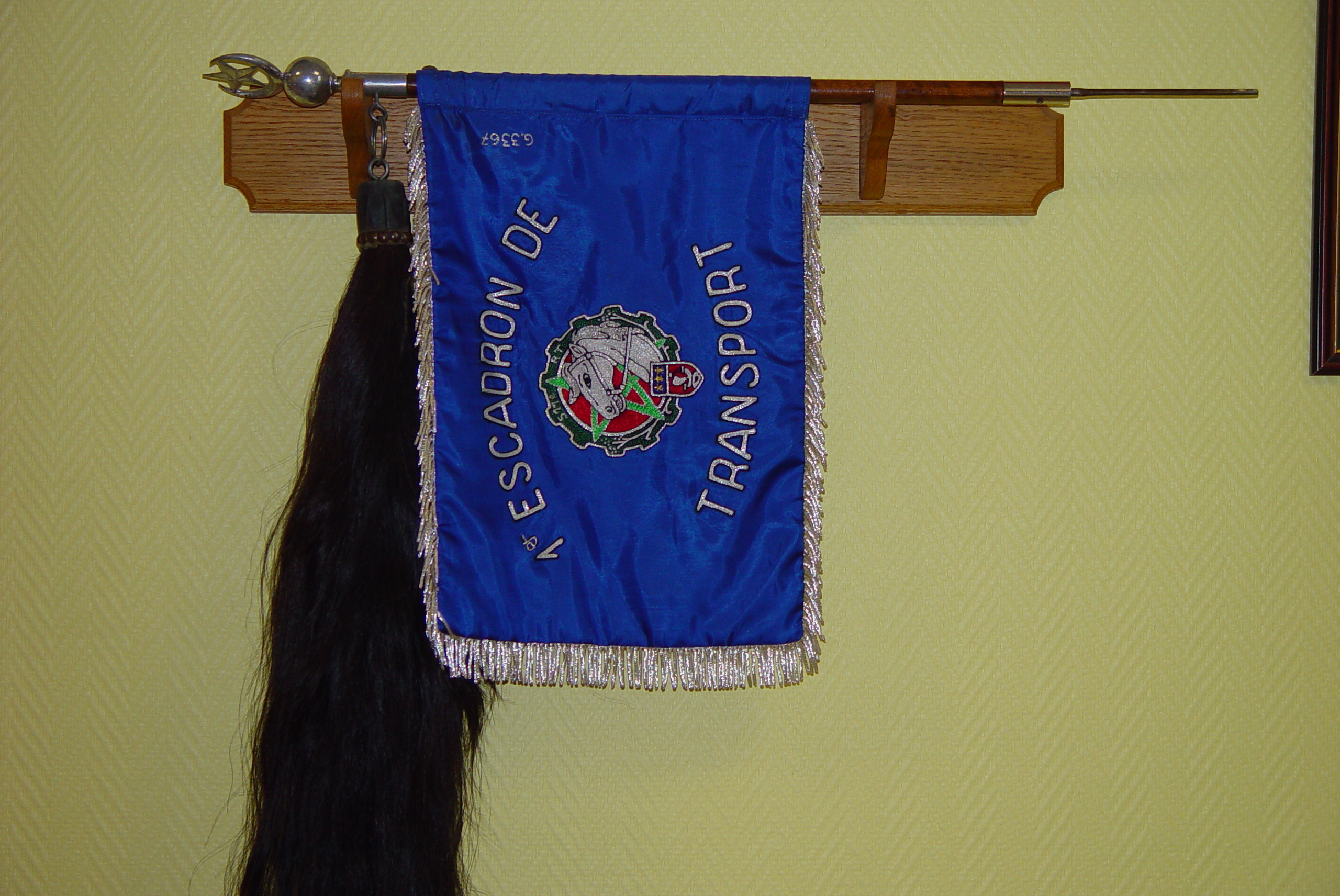
Fanion du 1er escadron de Transport du 511e régiment du train
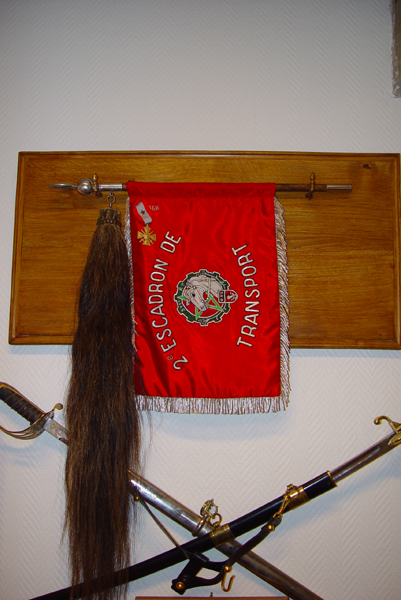
Fanion du 2e escadron de Transport du 511e régiment du train
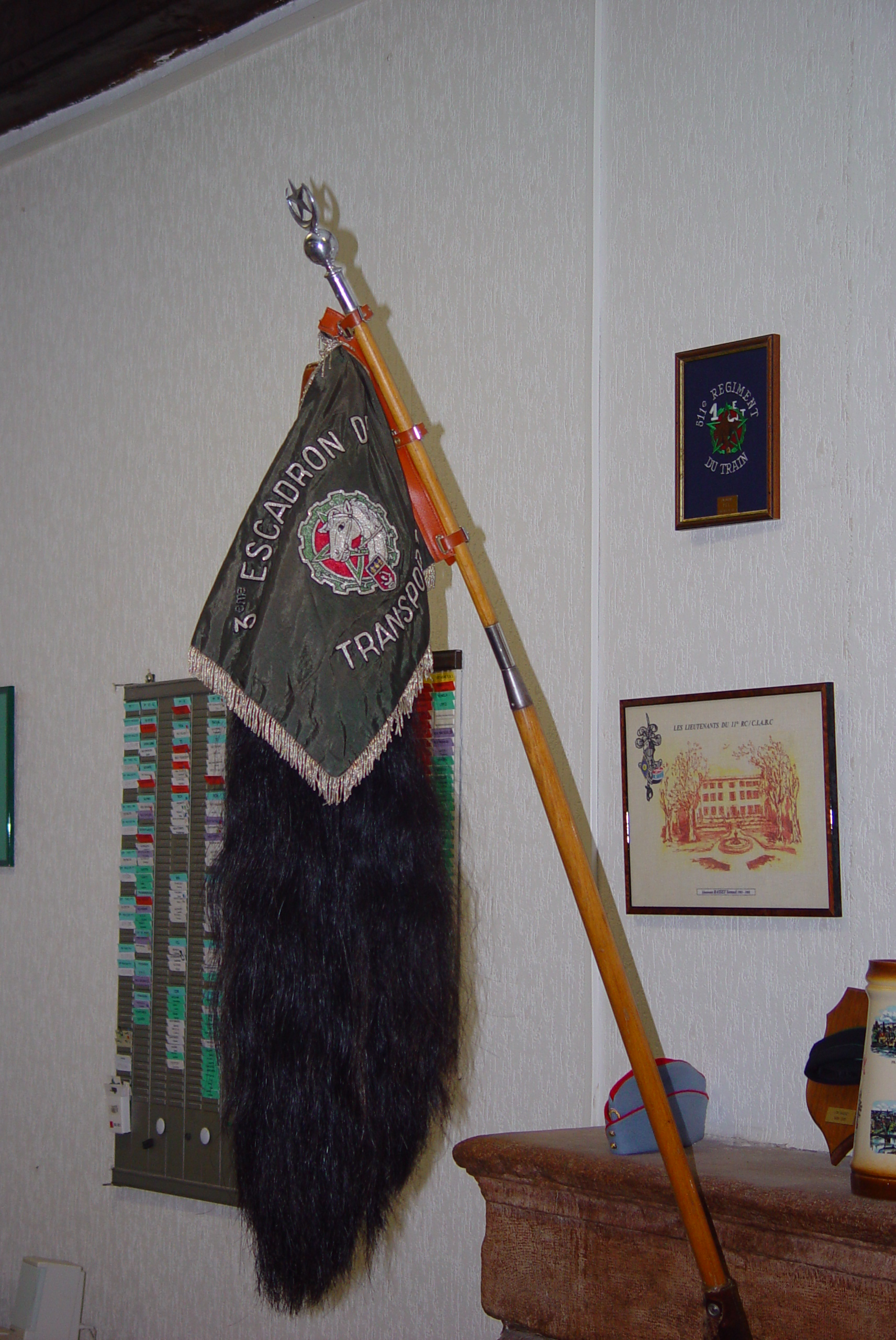
Fanion du 3e escadron de Transport du 511e régiment du train
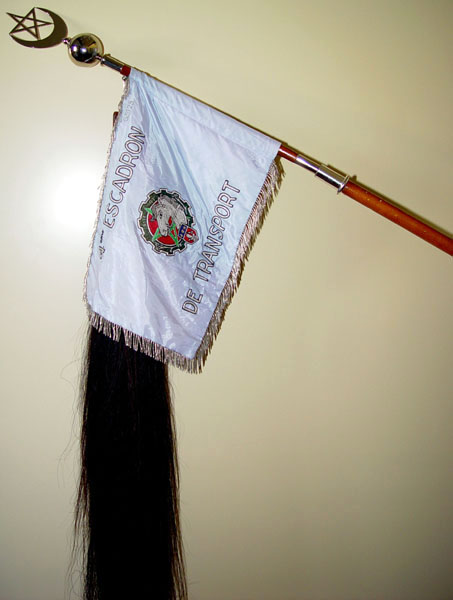
Fanion du 4e escadron de Transport du 511e régiment du train
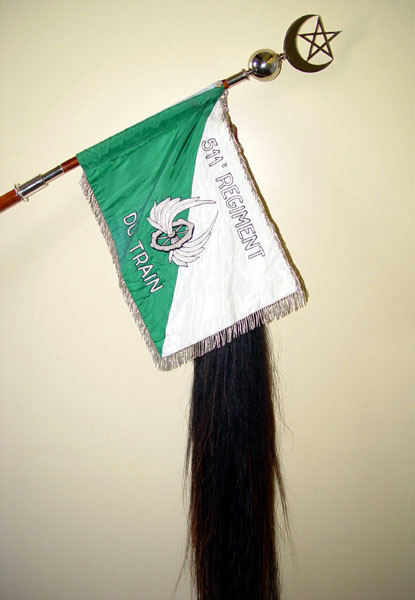
Fanion du 6e escadron de Transport du 511e régiment du train, de l'unité élémentaire du 511e régiment du train et de l'escadron de circulation du 511e régiment du train
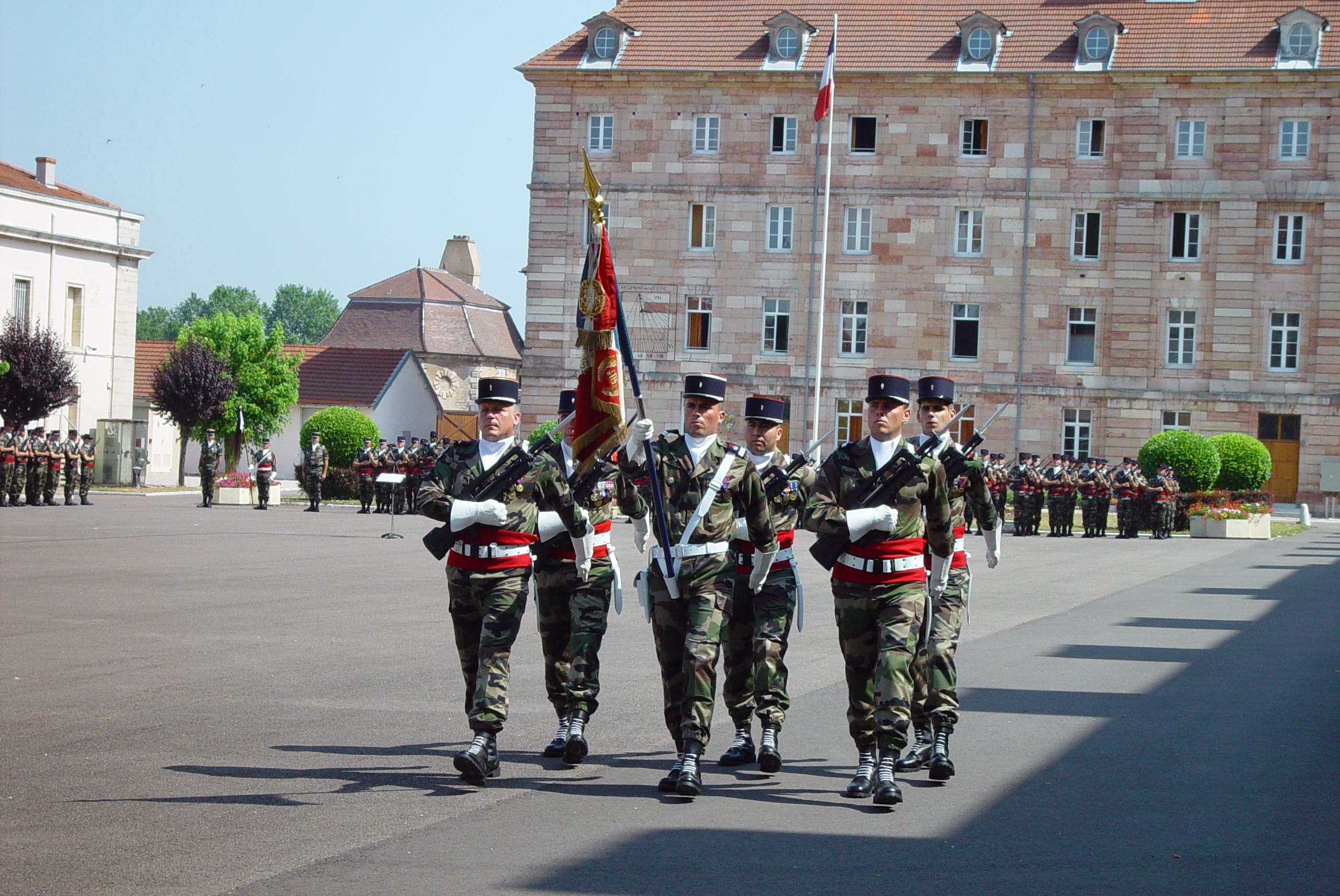
Garde à l'étendard du 511e régiment du train lors de la fête du Train en mars 2003
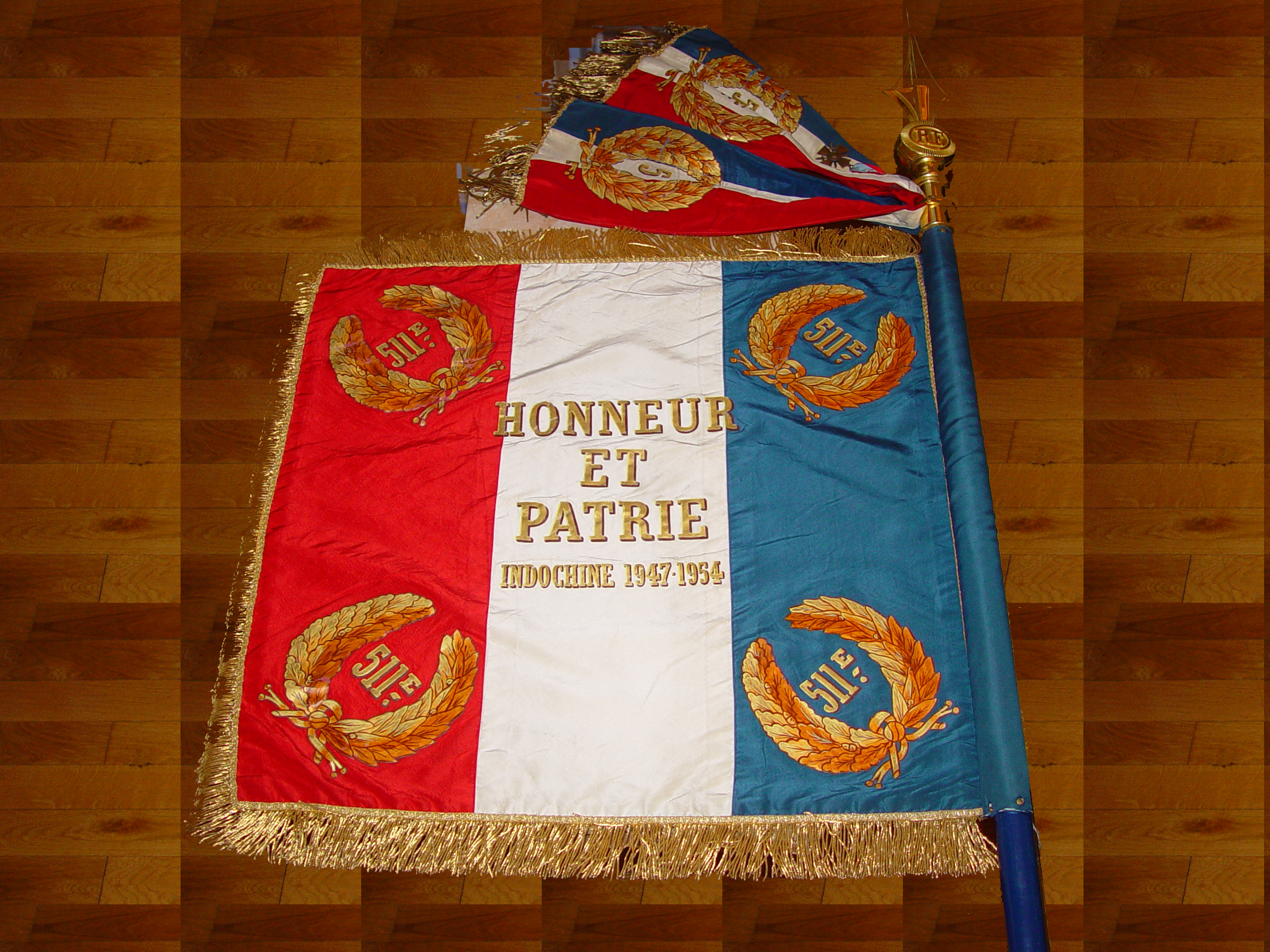
Étendard du 511e Régiment du train

Les sous-officiers et militaires du rang du 511e régiment du train portent la ceinture rouge lors des cérémonies militaires héritage historique.

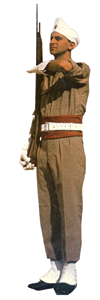

## Citation

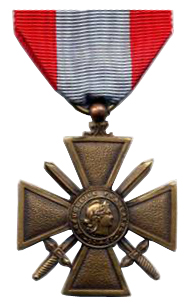
Croix de guerre des TOE

CITATIONS A L'ORDRE DE LA DIVISION ORDRE GENERAL no 2608
en date du 31 décembre 1951,
du Général d'Armée de LATTRE de TASSIGNY
Haut Commissaire de FRANCE en INDOCHINE et Commandant en Chef en EXTREME ORIENT

« Groupe de Transport marocain, débarqué en INDOCHINE et créé le 28 septembre 1949,
sous la dynamique impulsion de son Commandant, le Chef d'Escadron FREMIOT,
est rapidement devenu un corps homogène et d'un haut rendement.
Basé à SAIGON, et utilisé pour des transports interterritoriaux à longue distance,
a accompli sans défaillance, toutes les missions qui lui ont été confiées,
malgré les difficultés dues au climat et aux itinéraires et les dangers du fait de l'ennemi.
S'est particulièrement distingué le 5 juillet 1950, dans la région de STUNG-TRENG (CAMBODGE)
en forçant le passage d'une embuscade avec ses chauffeurs combattant à pied
et le 23 janvier 1951 dans la région de DONG-XOAI (COCHINCHINE),
en bousculant (en collaboration avec la 73e Compagnie de Circulation Routière)
de fortes embuscades rebelles qui avaient débouché sur cinq kilomètres d'itinéraire.
A totalisé depuis sa création 134 récompenses individuelles,
concrétisant ses magnifiques services ininterrompus depuis 24 mois, en parcourant 4 200 000 km. »

La présente citation comporte l'attribution de la Croix de Guerre des T.O.E avec étoile d'argent.

## Historique

### Création du511eGroupe de Transport
Le 511e Groupe de Transport est créé en Afrique du Nord à la date du 15 août 1944. Par note de l'état-major général « Guerre » en date du 5 août 1944, il est prescrit au général commandant le 19e corps d'armée de mettre sur pied un Groupe de transport qui portera le no 511 et sera rattaché au Centre d'organisation du Train no 45 d'Alger Les effectifs nécessaires à la constitution du nouveau groupe seront prélevés sur le 520e Groupe de transport lui-même récemment créé.
Le 511e Groupe de transport se forme à Clemenceau avec deux compagnies de transport :
- la 118e Compagnie commandée par le Lieutenant Labadie, issue du 28e Escadron de Tradition du Centre d'Organisation du Train no 45,
- la 119e Compagnie commandée par le lieutenant Valade, issue du 33e Escadron de Tradition du Centre d'Organisation du Train no 48 du Maroc.

Cette dernière unité, mise sur pied à Fez le 16 août 1944, rejoint Clemenceau le 18 août 1944.

### Campagne de France 1944-1945
Le Groupe de Transport 511 embarque le 23 septembre à Oran sur les s/s « Marlon Bovard » et « Bancroff » débarque à Toulon à partir du 4 octobre 1944. Stationné à Toulon puis Marseille il assure les transports logistiques du grand port méditerranéen dans le cadre des unités de la base Delta. Au cours de ces missions, le Groupe arrête deux prisonniers italiens évadés le 12 novembre 1944.
Le 24 novembre, le G.T. 511 est renforcé par la 109e Compagnie de transport de G.T. 510. Laissant en subsistance à Marseille sa 119e Compagnie, il gagne la Franche-Comté et stationne à Besançon puis Serre-les-Sapins (Doubs).
Le 1er décembre, ses unités sont à Fontaine, Gondenans, Fontenelle et Uzelle puis à Soye (Doubs) à la fin de l'année. Le groupe est alors rattaché aux réserves générales « Train » de la Première Armée. Les véhicules du groupe assurent pendant deux les transports de ravitaillement sur les arrières de l'Armée et notamment à destination de Belfort, Montbéliard, Ronchamp, Champagney.
Le 1er mars 1945, la 119e compagnie qui a été maintenue à Marseille depuis novembre 1944 est définitivement retirée du groupe et son personnel sert à constituer la 182e Compagnie de transport de matériel de la 14e division d'infanterie.
Le souvenir de l'unité est maintenue au corps grâce à une section de la 118e Compagnie (la 4e aux ordres du lieutenant Fuchs) qui prend le 8 mars 1945 l'appellation de « section de tradition 1/119 » et reste en subsistance à la 118e Compagnie de transport.
À compter du 19 mars 1945, l'état-major du 511e Groupe de transport disparaît, la 118e Compagnie de transport et la section de tradition 1/119 sont mis en subsistance au 510e Groupe de Transport. Elles sont en avril 1945 à Dahlenheim en Alsace.

### Campagne d'Allemagne 1945
À partir du 20 avril, les sections de transport de la 118/511 et la section 1/119 opèrent en Allemagne à Bühl, Karlsruhe, Donaueschingen. Elles terminent la campagne à Hergensweiller près de Lindeau au bord du lac de Constance. Le 16 juillet 1945, les unités du 511e Groupe de transport sont dissoutes aux F.E.A..

### Campagne d'Indochine 1947-1954
Période mars 1947-décembre 1949

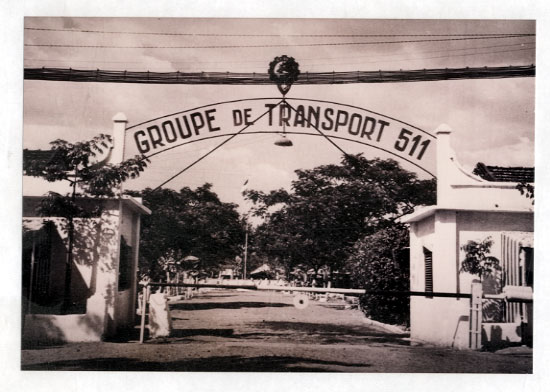
Entrée du Camp Meyer à Saïgon, lieu de stationnement du GT 511, période mars 1947-décembre 1949

Embarqué à partir du 28 mars 1947 sur les s/s « Champollion » et « Abbeville », le groupe débarque à Saïgon entre le 20 avril et le 2 mai 1947. Son nouveau chef est le lieutenant-colonel Montintin.
Les unités gagnent le camp Pétrus-Ky à Saïgon. Le 3 mai suivant, et à compter du 1er mai 1947, la compagnie hors rang est dissoute et les deux unités de transport s'administrent isolément. Le 5 juillet, ces deux compagnies s'installent au Camp Meyer à Saïgon et elles sont rattachées pour emploi au Groupement des unités réservées du Train (GURT).
La 2e compagnie gère jusqu'au 1er janvier 1948, époque à laquelle elle confiera cette mission à la 1/511, l'état-major du GURT, le détachement « Train » du Sud Annam et celui de Ban-me-Thuot, le détachement « Train » des Infirmiers coloniaux de Cochinchine (DAIC-TRAIN) ; elle est alors commandée par le capitaine Lochereau.
Jusqu'à la fin de 1947, les deux unités du groupe assurent le service du port de Saïgon et exécutent de multiples convois vers Dalat, Ban-me-Thuot, Kratie, Savannakhet.
Le 19 décembre 1947, un fort élément du groupe tombe dans une embuscade à Dong-Xoai au Nord de Saïgon et le 511e compte son premier mort au combat en Indochine.
Le 31 décembre 1947, l'état-major du G. T. 511 est dissous et les deux compagnies de transport deviennent autonomes.
Pendant deux années la 1/511 et la 2/511 vont ainsi chacun de leur côté poursuivre leur action sur les différents territoires de l'Indochine.

#### Compagnie autonome de transport 1/511
Elle assure l'exécution des convois réguliers vers les Hauts-Plateaux, le Laos et le Cambodge puis à partir du 1er janvier 1948 administre le détachement de circulation routière no 73 (D. C. R 73) ainsi que le détachement « Train » des infirmiers coloniaux et celui de la compagnie de quartier général 72/29.
Au cours de ses multiples missions, l'unité accomplit une tâche ingrate qui ne va pas sans réactions de l'adversaire notamment le 6 août 1947 à Cu Chi (Cochinchine), le 23 décembre 1947 à Dong-Xoi, le 26 juillet 1948 Cu Chi et le 9 juin 1949 au sud de Mỹ Tho. Elle opère fréquemment en Cochinchine avec les unités d'intervention à Vĩnh Long, Sóc Trăng, dans la pointe de Cà Mau, à Biên Hòa, Llong–Than et au Cambodge. Elle obtient les félicitations écrites du général commandant le territoire français de l'Indochine sud le 1er août 1947 et 21 citations individuelles de 1947 à 1949.
Commandé par le capitaine Barre à compter du 10 octobre 1948, elle cesse de gérer le D. C. R. 73 le 1er janvier 1949. Ce dernier devenant unité autonome sous l'appellation de 73e Compagnie de Circulation Routière, administrera alors l'état-major du GURT. La 1/511 est dissoute le 30 septembre 1949, son personnel et ses matériels venant grossir ceux du Groupe de transport 801 qui débarque à Saïgon et va lui-même prendre l'appellation de 511e groupe de transport le 1er janvier 1950.

#### Compagnie autonome de transport 2/511
Passée aux ordres du lieutenant Le Cornec le 25 février 1948, la compagnie poursuit pendant deux mois ses missions de transport en Cochinchine, au Cambodge et au Laos. Le 1er mai suivant fixe à la disposition du Train des troupes françaises d'Indochine du Nord (TFIN), elle quitte Saïgon trois jours plus tard sur le LST « 347 » à destination du Tonkin. Débarquée à Haiphong le 9, elle s'implante à Khe-Tu en zone Frontière, assurant de là de multiples convois sur la route coloniale no 4.
Relevé par la 1re compagnie coloniale de transport du G. T. 515 le 8 octobre 1948, elle gagne Hanot.
Elle opère alors en renforcement des troupes de secteur du delta, participe aux opérations « Ondine 1et 2 », « Pégase », « pin parasol », « Diane », « Pomone », « Bastille », subit plusieurs attaques dont le 11 juillet 1949 dans le secteur d'Hoa-Binh et perd deux camions qui sautent sur des mines.
Elle comprend outre ses trois sections de camions, une section de véhicule amphibie. Elle obtient 43 citations individuelles durant les années 1948 et 1949. Dissoute le 31 décembre 1949, la 2/511 donne alors naissance à la 2e Compagnie du Groupe de transport 515.

### Période 1950-1954
Le 1er janvier 1950, le 511e Groupe de Transport est reformé à partir du Groupe de transport 801 qui débarque à Saïgon le 28 septembre 1949 et change d'appellation.
Sous le commandement du chef d'escadron Fremiot existent alors :
- l'état-major du groupe,
- la compagnie 1/511 (ex 1re compagnie du G. T. 801 basée à Phu-My dans la banlieue de Saïgon,
- la compagnie 2/511 (ex 2e compagnie du G. T. 801 stationnée au camp Meyer).

Le groupe va exécuter essentiellement les convois réguliers à longue distance à partir de Saïgon vers le Cambodge, le Laos, les Hauts-Plateaux et le Centre Annam subissant de sévères attaques qui se soldent par des pertes sérieuses mais aussi par de beaux titres de gloire.
Le 3 janvier 1950, le convoi Saïgon-Ban Me Thuot est attaqué entre PK 73 et PK 75. Au cours de l'engagement le lieutenant Leccia est porté disparu, un conducteur est tué, cinq camions sont brûlés et deux fusils perdus. Le dégagement du convoi n'est possible qu'après un vif combat. Entre le 17 janvier et le 26 janvier 1950, trois attaques ont encore lieu contre le même convoi, généralement au nord de Dong-Xot, entraînant des pertes d'hommes et de matériel. Le 23 février 1950, trois groupes de combat rebelles disposant d'armes automatiques montent une embuscade contre l'élément de dépannage lourd du groupe qui de rendait au-devant de la colonne de transport faisant mouvement de Savannaket à Saïgon. L'affaire a lieu à dix kilomètres au nord de Kratie. Grâce à une riposte immédiate de l'officier chef de l'élément, les Viet-Minh sont repoussés et perdent plusieurs tués et blessés.
Du 25 février 1950 au 30 avril suivant en deux mois d'opérations, les véhicules du groupe subissent six nouvelles attaques par tirs d'armes automatiques ou assauts de rebelles sur des camions isolés. Chaque fois ils réussissent à se dégager au prix de pertes négligeables grâce à la rapidité de riposte des soutiens portés. Toutefois un officier est assassiné le 30 avril 1950 à Savannaket d'une rafale de pistolet mitrailleur. Le 5 juillet 1950, un chef de section force avec six véhicules le passage d'une embuscade dans la région de Stung-Treng au Cambodge, ses conducteurs combattant à pied. Le 24 août 1950 c'est le serre-file du convoi de Ban-Me Thuot déjà durement accroché le 26 avril précédent sur la route coloniale no 13 qui disperse avec l'aide du soutien porté et de son « scout-car » un fort élément rebelle ayant monté une embuscade de deux kilomètres entre les ponts de Phuoc-Vinh et du Song-Be.
Entre septembre et novembre 1950, les convois du groupe subiront trois autres attaques et le 7 novembre 1950 entre Phuoc–Hoa et Ann-Binh au PK 73 un brigadier bien que cinq fois blessé réussira à sauver son véhicule de la destruction. Il sera cité à l'ordre de l'Armée. Pour toutes ces actions, cadres et conducteurs du 511e Groupe de transport recevront 46 citations individuelles entre mars 1950 et décembre 1950.
L'année 1951 voit se poursuivre l'exécution des convois réguliers à longue distance qui amènent les véhicules du 511 de Saïgon vers Phnom-Penh, Savannaket, Kratie, Pakse, Ban Me Thuot, Pleiku, Dalat. Au cours de ces longs déplacements qui durent plusieurs jours pendant lesquels les véhicules civils sont fréquemment incorporés aux rames militaires, le danger est permanent et les attaques rebelles incessantes. On en compte trois pour le seul mois de janvier 1951 dont celle du 23 entre Phuoc-Hoa et Ann-Binh qui coûte au groupe 2 blessés et 2 véhicules détruits. Cinquante huit citations viendront récompenser ces durs efforts. C'est le 31 décembre 1951, que le général d'Armée De Lattre de Tassigny cite le 511e Groupe de transport à l'ordre de la division par ordre général no 2608.
En 1952, tout en poursuivant les mêmes missions, le 511 est transformé en groupe de transport de réserve général. À ce titre, il va participer plus étroitement aux transports opérationnels avec les unités de légion, de parachutistes, d'infanterie coloniale. Ce sont d'abord, des petits éléments de transport qui sont mis à la disposition des Forces Terrestres du Sud Viêt Nam. Puis, le 1er décembre 1953, la 1re Compagnie du Groupe de transport 511 constitue un détachement opérationnel placé en renforcement des moyens du Train du Laos. Pendant trois mois ce détachement accomplit, dans des conditions difficiles, de nombreux transports participant à l'incessante montée des approvisionnements, sur la R. C. 13, de Pakse à Seno, malgré les destructions sur des itinéraires contrôlés par les rebelles.
Le 26 janvier 1954, sur la RC 9, à 8 km de Phalane au milieu d'une jungle de broussailles, un élément de transport opérationnel formé de véhicules appartenant à la 1re Compagnie du Groupe de transport 517, la 1re Compagnie de Transport Laotienne et la 1re Compagnie du Groupe de transport 511, subit une puissante attaque viet-minh. L'élément se dégage après une vraie bataille rangée, au cours de laquelle plus de vingt véhicules sont détruits.
À peine rentrée à sa base, la 1/511e GT forme un nouveau détachement opérationnel et participe à l'opération « Atlante » au Centre Viêt Nam. Après le débarquement sur les plages de Nha-Trang, puis de Qui-Nhon, le détachement assure, pendant cinq mois, au profit de la base opérationnelle « W », les transports de ravitaillement des plages de débarquement aux lieux de stationnement des différents services.
Le 27 juillet 1954, cessent les hostilités. En huit années d'opérations ininterrompues, le 511e Groupe de Transport aura perdu au combat 32 officiers, sous-officiers et hommes de troupe tués et 55 blessés, recevant pour fait de guerre en plus d'une citation collective, 579 citations individuelles, 11 médailles militaires et 1 croix de chevalier de la légion d'honneur.
Après le cessez-le-feu, le Groupe est renforcé d'une troisième compagnie commandée par le capitaine Vigouroux, créée le 1er régiment de transport d'Extrême-Orient formé à la date du 1er novembre 1954.

### Période 1955-1956
Le Groupe va désormais appliquer son effort aux transports de troupes, et de réfugiés rassemblés dans le sud Viêt Nam ainsi qu'à l'acheminement de matériels divers à destination du Laos et du Cambodge. Il participe également au service du port de Saïgon. En quatorze mois, malgré les difficultés dues à la compression des effectifs les compagnies inscrivent à leur actif près de 4 millions de kilomètres parcourus, 210 000 tonnes de matériel transporté et 230 000 personnes véhiculées.
Le 10 avril 1956, commence le reversement des camions à l'établissement du matériel d'Hang-Thong-Tay dans la banlieue de Saïgon et le 3 mai le personnel embarque sur le Tasmania à destination de l'Afrique du Nord. Après une escale à Alger et le départ de la plupart des hommes de troupe marocains en congé de fin de campagne, le groupe arrive à Marseille le 10 juillet 1956. Acheminé par voie ferrée, il rejoint sa nouvelle garnison métropolitaine à Auxonne où il s'installe au quartier Marey-Monge.

### 7erégimentdu Train
Le 17 mai 1958, en vue de réaliser une centralisation administrative des Corps de l'Arme du Train stationnés à Auxonne, le ministre décide de créer dans cette garnison à compter du 1er juillet 1958 le 7e régiment du Train. Ce régiment est formé au quartier Bonaparte à partir du 511e Groupe de transport et du Centre d'Instruction du Train no 157 qui conservent toutefois leurs structures.
Le 31 décembre 1962, le 7e Régiment du Train est dissous ce qui permet au 511e Groupe de transport et au Centre d'Instruction no 157 de retrouver leur autonomie. Le G. T. 511 s'installe définitivement au Quartier Bonaparte.

### Implantation à Auxonne et évolution (juin 1956 - juin 1998)

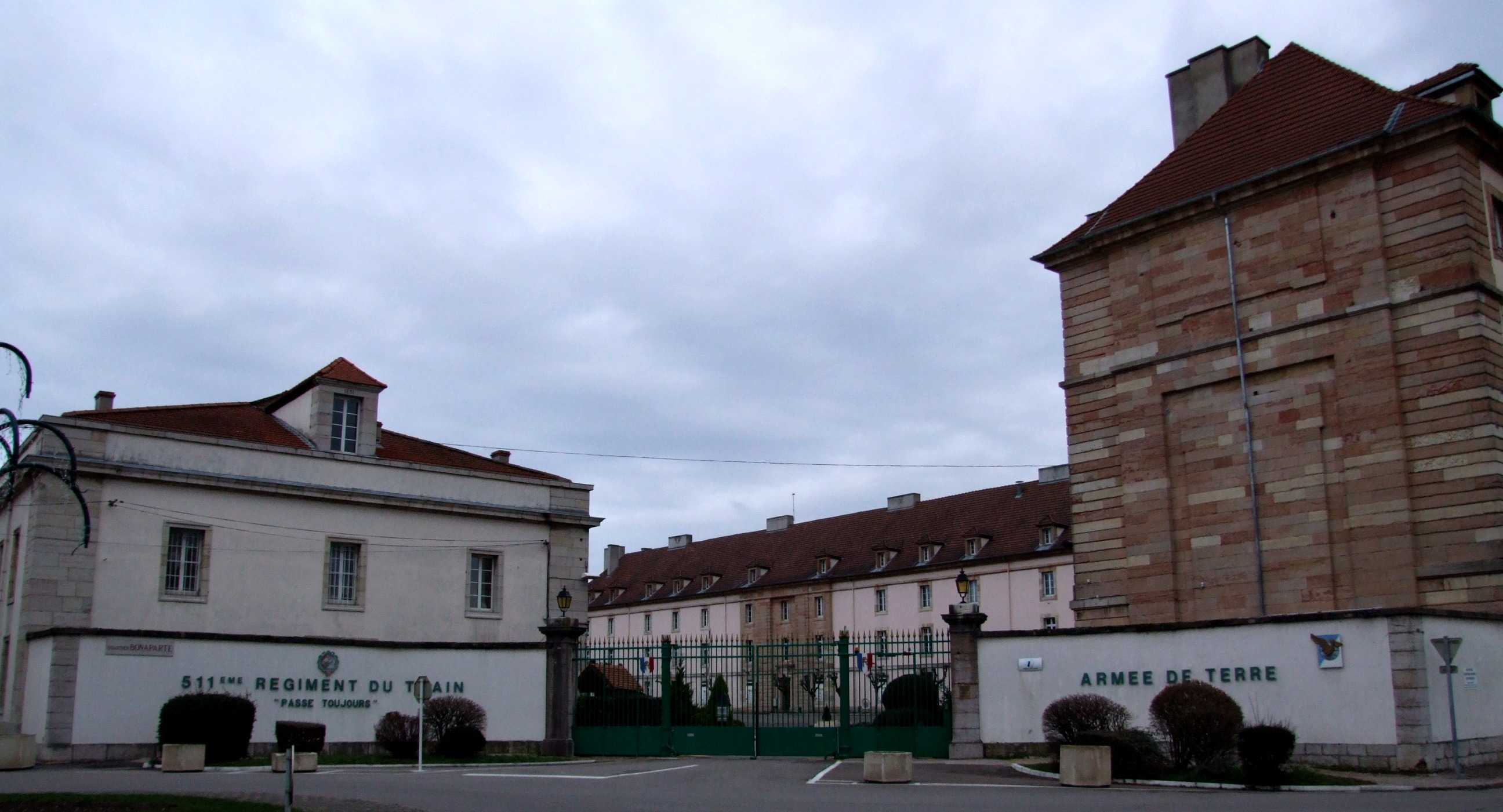
Caserne Bonaparte à Auxonne

Le 10 juin 1956, acheminé par voie ferrée, le reliquat du personnel marocain et les Européens du GT 511, sous les ordres du chef d'escadron Mario, arrivent à Auxonne.
Le groupe de transport 511 est rapidement équipé de véhicules rénovés (GMC). Il s'installe d'abord au quartier Marey-Monge. Des personnels marocains ayant suivi leur unité, les traditions demeurent : en septembre 1956, le Mouloud est fêté à Auxonne.

#### Années 1958-1962
Le 1er juillet 1958, avec le centre d'instruction no 157, sis au quartier Bonaparte, il forme le 7e régiment du train, sous les ordres du lieutenant-colonel Coujitou.
Sa composition est alors la suivante : une compagnie de commandement et des services, un centre FRAC, un groupe de transport de deux compagnies.

#### Années 1963-1975
Le 1er janvier 1963, le groupe de transport 511 retrouve son autonomie. Il demeure au quartier Bonaparte. Il se compose d'un escadron de commandement et des services auquel appartient un petit centre d'instruction, et de deux escadrons de transport.
De novembre 1967 à avril 1968, l'escadron commandé par le capitaine Hubert, est mis à la disposition du Comité d'Organisation des Jeux olympiques de Grenoble. Stationné caserne De Beaune, naguère Centre d'Instruction Armes Spéciales, il participe au soutien logistique de cette manifestation.
En 1971, groupe de transport de "Réserve ministérielle" il perçoit des camions SIMCA 4×4 tous chemins.

#### Années 1975-1978
Le 1er janvier 1975, il prend l'appellation de 511e groupe de transport lourd (511e GTL). Simultanément, il est doté d'ensembles gros porteurs UNIC P.270 A 2M, de 20 tonnes de charge utile.
Cette transformation confirme sa vocation de temps de guerre, comme de temps de paix, l'accomplissement de transports routiers à longues distances.

#### Années 1978-1984
À la suite de la réorganisation de l'Armée de Terre, en 1977, le 511e Groupe de Transport lourd devient 511e Régiment du Train du corps d'armée (511e RTCA) le 1er juillet 1978. Il est doté des camions tactiques 4 tonnes et remorques 3,5 tonnes. Il reçoit la mission de participer au fonctionnement de la chaîne des ravitaillements au sein de la 1re Brigade Logistique, en coopération avec les deux autres Régiments du Train de corps d'armée, les 516e RTCA et 508e RTCA.
Responsable de l'organisation et du fonctionnement du Groupement de Ravitaillement Arrière (GRAR), le 511e RTCA a la mission de réceptionner, transborder, allotir, réguler et acheminer les ravitaillements du 10e corps d'armée. Il est renforcé en temps de guerre par des unités des services destinées à tenir les zones techniques (ZTQ), à identifier et éventuellement, à allotir les ravitaillements. Pour remplir ses missions, le 511e RTCA dispose d'un potentiel utile de :
- 200 attelages de 7,5 tonnes ;
- 40 camions citernes de 5 mètres cubes ;
- 15 chariots élévateurs ;
- 9 grues légères et moyennes.

Le peloton 511RT-BFE, unité formant corps aux ordres de l'état-major de l'Armée de terre, est créé le 12 juin 1980. Doté de 4 véhicules de transport d'éléments sensibles de systèmes d'armes nucléaires, il remplit sa mission au profit des Armées et de la DIRCEN. Le lieutenant-colonel Michel Charue est chef de corps ; le lieutenant Jacques Dornier est chef d'un peloton de 19 personnes, lors de son homologation début 1982 ; la moitié sont des sous-officiers certifiés auto-engins-blindés (AEB). Le sigle BFE n'a pas de signification particulière. Une maquette de véhicule BFE, tracteur TLR 280 RVI, est déposée en salle d'honneur du régiment.
Le 18 décembre 1980, le 511e régiment du train de corps d'armée reçoit son étendard des mains du général de corps d'armée Lemattre, commandant le 10 corps d'armée et la 6e Région Militaire. L'emblème du Régiment porte dans ses plis la mention "Indochine 47-54" et sur sa cravate la Croix de guerre des Théâtres d'opérations extérieurs avec étoile d'argent.
En 1982, le 511e RTCA reverse la majeure partie de ses camions GBC 8 KT. Il perçoit des TRM 4000 SAVIEM, poursuivant son évolution. Du 22 avril au 14 octobre 1982, il participe au sein de la Force intérimaire des Nations unies au Liban (FINUL) au 9e mandat fixé par l'ONU avec 4 officiers, 16 sous-officiers et 65 militaires du rang du 3e Escadron de Transport aux ordres du capitaine Bidzinski.

#### Évolution, missions et opérations extérieures de 1984 à juin 1998 au sein de laForce d'Action Rapide (FAR)
Avec la création de la Force d'Action Rapide, le Régiment perd sa vocation de RTCA et est intégré, le 1er juillet 1984, à la Brigade Logistique de la Force d'Action Rapide (BL FAR).
Cette transformation en régiment de transport-circulation de la FAR, lui permet, tout en se professionnalisant, d'être doté d'un matériel moderne et opérationnel.
Il met en œuvre la chaîne des ravitaillements de la brigade logistique de la FAR (BL FAR) avec un escadron de commandement et des services et 4 escadrons de transport, renforce la chaîne santé avec un Escadron de transport sanitaire et participe à l'appui mouvement des divisions de la FAR avec le 61e escadron de circulation (61e  EC), digne héritier de la 61e compagnie de circulation routière 61e CR).

##### Opération Manta (Tchad) de juin à novembre 1984
Dès le 12 juin 1984, il prend part à l'opération Manta au Tchad avec un détachement composé d'un sous-officier et de 14 militaires du rang.
Les personnels posent le pied à N'Djamena le 21 juillet 1984, parcourent 20 000 km, transportent 900 tonnes de matériel et retrouvent le sol Français le 22 novembre 1984.
Dans le même temps, il fournit du personnel en République centrafricaine à Bouar et à Bangui, relevés tous les 4 mois.

##### XVIemandat de laForce intérimaire des Nations Unies (FINUL)au Liban septembre 1985 - avril 1986
Du 23 septembre 1985 au 3 avril 1986, le régiment a fourni à la FINUL pour le 16e mandat un détachement comprenant 1 officier, 4 sous-officiers et 26 militaires du rang.
Jusqu'en 1991, le 511e RT fournira sous-officiers et militaires du rang en relève de postes individuels pour chacun des mandats de la FINUL.
En 1989, le 511e Régiment du Train, poursuivant son équipement, se voit doté des Peugeot P4 remplaçant les Jeep et du nouveau véhicule de transport logistique à plateau déposable (VTL) avec remorque de 26 tonnes de charge utile.
Le 14 juillet 1989, le 511e RT, sous les ordres du colonel El Iman, participe au défilé sur les Champs-Élysées à Paris.
Au cours de l'exercice FARTEL, en septembre 1989, il expérimente le nouveau concept de ravitaillement. Le régiment est alors commandé par le lieutenant-colonel Roux.

##### Opération Daguet (Arabie saoudite) de septembre 1990 à juin 1991
L'année 1990 est marquée par le plus grand engagement de l'armée Française depuis la guerre d'Algérie, l'opération Daguet durant la Guerre du Golfe.
Le 17 septembre 1990, le 511e régiment du train est engagé dans l‘opération "SALAMANDRE".
Le 20 septembre, le 2e Escadron de Transport renforcé de personnel de l'Escadron de Commandement et de services, du 1er Escadron de Transport et du 61e escadron de circulation, embarque à Toulon pour l'Arabie saoudite sur le Corse avec à son bord 5 officiers, 24 sous-officiers et 89 militaires du rang.
Le 2e Escadron de Transport est alors commandé par le capitaine Régis ; il dispose de 120 matériels roulants dont 26 VTLR, 40 TRM 4000 avec attelages sont embarqués sur l’Atlas et le Sainte-Baume.
9 jours plus tard, hommes et matériels sont débarqués à Yanbu, port situé sur la mer Rouge et incorporent le Groupement de Soutien Logistique (GSL) créé pour les besoins de l'opération.
Bientôt, Salamandre change d'appellation et devient l'opération Daguet.
D'emblée, le 511e RT participe aux convois logistiques en direction de la Cité du roi Khaled (CRK) distante de 1 200 km.
Le 17 décembre 1990, le régiment fournit un renfort de 2 officiers, 4 sous-officiers et 17 militaires du rang ainsi que près de 150 véhicules dont 56 VTLR supplémentaires.
Le 18 janvier 1991, totalement intégré à la zone d'appui logistique près de la frontière irakienne, il poursuit ses ravitaillements au profit de la division Daguet.
L'opération « Tempête du Désert » débute le 23 février 1991 par le franchissement de la frontière irakienne avec les pelotons de VTLR des lieutenants Enfru et Fohrer notamment.

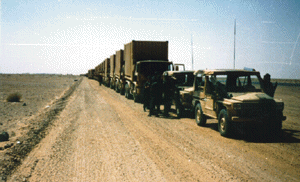
Sur la piste lors de l'opération Daguet.

Pendant trois jours, le 511e RT, constamment sur la brèche, avec tous ses moyens, sur un terrain difficile et sous menace chimique, au plus près de l'action offensive terrestre, a l'occasion de démontrer ses capacités.
Le 28 février 1991 à 6 h, l'offensive terrestre se termine, l'opération Daguet est un succès.
Pour ses services pour la libération du Koweït, le 2e Escadron de Transport est cité à l'ordre du corps d'armée et se voit attribuer la Croix de guerre des Théâtres d'opérations extérieures avec étoile de vermeil. Ses personnels reçoivent 62 Croix de guerre des Théâtres d'opérations extérieures dont :
- 24 à l'ordre de la division avec étoile d'argent ;
- 33 à l'ordre de la Brigade avec étoile de bronze ;
- 5 à l'ordre du Régiment avec étoile de bronze.

Cette opération de guerre éclair a exigé de parcourir 3 700 000 kilomètres et n'a entraîné aucune perte humaine.
Le 8 juin 1991, les derniers personnels et le reste des matériels quittent le sol saoudien, mettant ainsi fin à l'opération Daguet.

##### Opération Restore Hope (Kurdistan turc et irakien) mai-juillet 1991
Parallèlement au démontage de l'opération Daguet, le 6 mai 1991, le 511e régiment du train fournit 6 TRM 4000 avec attelages conduits par du personnel du 1er escadron de transport pour l'opération humanitaire LIBAGE au Kurdistan.
Les personnels assurent au sein de la base logistique le ravitaillement et le fonctionnement des relais humanitaires entre Silopi (Turquie) et le territoire Irakien sur un terrain montagneux et très accidenté.
Cette mission de courte durée, achevée le 19 juillet 1991, aura permis, s'il était encore besoin de le démontrer, la haute valeur des transporteurs du 511e RT.
Le 30 juin 1991, le 61e escadron de circulation, successeur de la 61e compagnie de circulation routière, est dissous.
Le 1er juillet 1991, le 511e Régiment du Train change de structure, et crée, en lieu et place du 61e EC. dissous, le 3e Escadron de transport.
Il comprend alors un Escadron de commandement et des services et quatre escadrons de transport.
Il est doté de 200 VTLR 36 citernes 5 m3, 48 sanitaires, 12 grues moyennes et lourdes, 12 chariots élévateurs et 12 canons de 20 mm.
Le 14 juillet 1991, le 511e Régiment du Train participe avec les VTLR couleur sable, au sein du GSL reconstitué pour la circonstance, et, ainsi qu'avec toutes les troupes ayant contribué au succès de l'opération Daguet, au grand défilé sur les Champs-Élysées à Paris.
Le 15 février 1992, le Régiment fournit, dans le cadre de la Mission Préparatoire des Nations unies au Cambodge (MIPRENUC) 5 militaires du rang et quelques véhicules légers.
Le 14 mai 1992, le capitaine Patureau-Mirand rejoint le Cambodge en qualité d'observateur des Nations unies.
Du 13 au 21 juin 1992, le 511e RT participe à l'exercice FARFADET et expérimente la mise sur pied et le fonctionnement d'un Centre d'Evacuation des ressortissants appelé CENTREVAC.
Cette mission nouvelle est confiée au 1er Escadron de Transport.
Des milliers de Français séjournent dans des pays étrangers et dans le cas d'une brusque tension où les ressortissants Français en danger, seraient amenés à évacuer leur pays d'accueil, la Force d'Action Rapide ordonnerait au régiment d'installer un CENTREVAC qui traiterait à ce moment-là 500 évacuations par jour : hommes, femmes et enfants.
Le 1er juillet 1992, l'escadron de commandement et des services devient, comme tous les ECS de l'arme du Train, l'escadron de commandement et de logistique (ECL).
Le 29 septembre 1992, le Régiment met à la disposition de l'Autorité Provisoire des Nations unies au Cambodge (APRONUC) 4 militaires du rang. Le même jour, il donne à la Force de Protection des Nations unies (FORPRONU) en ex-Yougoslavie 4 militaires du rang au sein du Détachement de Soutien Logistique.
Le 16 novembre 1992, le chef d'escadron Florit rejoint à son tour, le Cambodge pour une durée de 8 mois, comme observateur des Nations unies.

##### Opération Oryx décembre 1992 - mai 1993 (Somalie)
Le 14 décembre 1992, l'ONU déclenche l'opération "Restore Hope" ("Rendre l'espoir") en Somalie, le 511e régiment du Train, commandé par le lieutenant-colonel Clerc, fournit son plus fort contingent de professionnels depuis la Guerre d'Algérie pour l'opération baptisée "ORYX".
9 officiers, 37 sous-officiers et 184 militaires du rang débarquent à Mogadiscio entre le 25 et le 27 décembre 1992 avec près de 150 matériels roulants.
Le personnel du 511e RT représente le plus important détachement de tous les régiments français présents en Somalie et remplissent, outre les missions de transport au profit des forces et des organismes humanitaires, le soutien du bataillon de soutien logistique (BSL) et de la Base Logistique Aéroportuaire (BLAP).
Sur des pistes cassantes, et dans des conditions climatiques éprouvantes, le 2e Escadron de Transport aux ordres du Capitaine Bodlenner assure sans discontinuer le ravitaillement des forces entre Mogadiscio et Hoddur distant de 450 kilomètres, livre le carburant, l'eau très rare dans ce pays, les équipements, la nourriture dans les sites les plus reculés du territoire somalien.

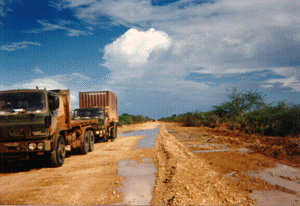
Convoi sur la piste en Somalie.gif

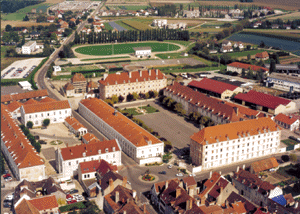
Vue Aérienne des casernes à Auxonne

Le 6 mars 1993, au cours d'une mission de transport, entre Mogadiscio et Baidoa distant de 250 km, les conducteurs de 1re classe Carlos Nunes et Ronnie Duheme du 1er escadron de transport se tuent dans un accident de la circulation, au volant d'un TRM 4000.
Dans la première quinzaine d'avril, la majorité du personnel terminent l'opération et rejoignent la métropole.

##### OpérationONUSOM II
Le 2 avril 1993, le régiment fournit la relève d'un peloton.
Commandé par le lieutenant Thierry-Marjollet, 4 sous-officiers et 37 militaires volontaires actions extérieures (AVAE) participent à l'opération Organisation Nations unies en Somalie (ONUSOM II) et poursuivent à partir d'Hoddur puis Baidoa les ravitaillements des casques bleus en Somalie.
Les derniers éléments de l'opération « Oryx » quittent l'océan Indien et Mogadiscio le 15 mai 1993.
Le 2 août 1993, le 511e RT assure la relève du peloton en Somalie avec 2 officiers, 6 sous-officiers et 33 militaires du rang.
Le chef d'escadron Buisson, le lieutenant Pere et leurs personnels poursuivent les missions humanitaires dans le cadre d'ONUSOM II et continuent l'œuvre entreprise depuis décembre 1992.
Le peloton de transport d'éléments sensibles de systèmes d'armes nucléaires 511RT-BFE est dissous le 31 août 1993. La majorité de l'effectif rejoint l'école d'application du Train à Tours, stationnement du second peloton BFE.

##### Opération Amarillys (Rwanda) en avril 1994
Il s'agit de la 1re mise en place opérationnelle du Centre d’Evacuation des ressortissants (CENTREVAC) par le régiment.

##### Opération Turquoise (Rwanda) de juin à septembre 1994
Le régiment envoie des éléments de l’escadron de Commandement et de Logistique, du 1er et 2e escadron de Transport et assurera des missions de ravitaillement en eau et en vivres au profit des camps de réfugiés, il participera à des nombreuses missions sanitaires de lutte contre la propagation d épidémie de choléra sur les bords du Lac Kivu et à Goma.

##### Mission FRR (Ex-Yougoslavie, Bosnie-Herzégovine) de juillet 1995 à novembre 1995
Le régiment contribue à former l'échelon logistique de la Force d’Interposition française en ex-Yougoslavie (Force de Réaction Rapide FRR).
Mission de transport entre la Croatie et la Bosnie sur les routes entre Split Ploce Mostar et Sarajevo.
- Envoi d’un peloton du 2e escadron de Transport d’août à octobre 1995 aux ordres du lieutenant Jean Louis Velut.
- Envoi d’un peloton du 1er Escadron de Transport d’octobre à décembre 1995 aux ordres du lieutenant Patrick Linden.

Ce peloton de transport restera jusqu’en avril 1996 au sein du régiment de commandement et de soutien de la Division Salamandre de l'IFOR OTAN à Mostar-Ortijes armé essentiellement par le 7e régiment de commandement et de soutien (7e RCS) appartenant à la 7e Division Blindée.

##### Implementation ForceIFOR (Bosnie-Herzégovine)
- Ier Mandat Implementation Force IFOR (Bosnie-Herzégovine) de décembre 1995 à avril 1996

Le régiment envoie d’un important détachement du 1er escadron de Transport aux ordres du lieutenant Michel Comas (Ploce – Mostar) au sein du Régiment de Commandement et de Soutien IFOR OTAN à Mostar (7e Division Blindée (7e DB) – 7e Régiment de Commandement et de Soutien (9e RCS)) pour renforcer les unités de logistique déjà présentes sur les sites de Ploce (Croatie) sur la zone portuaire et la base aérienne de Mostar- Ortijes (Bosnie-Herzégovine).
- IIe Mandat Implementation Force IFOR (Bosnie-Herzégovine) d'avril à août 1996

Le régiment renforce l'unité de transport d’un peloton du 2e escadron de Transport aux ordres de l'Adjudant chef LIMOUSIN au sein du Régiment de Commandement et de Soutien IFOR OTAN à Ploce puis à Mostar (9e Division d'Infanterie de MArine (9e DIMA) – 9e Régiment de Commandement et de Soutien (9e RCS))
- IIIe Mandat Implementation Force IFOR (Bosnie-Herzégovine) d'août à décembre 1996

Le régiment constitue le plus gros contingent du Régiment de Commandement et de Soutien IFOR OTAN à Mostar (BL FAR – 511e RT - 4e RMAT) aux ordres du colonel Le Goff (EM BL FAR) avec l'envoi de l’escadron de Commandement et de Logistique du capitaine Tonnaire (ECL) et du 1er escadron de Transport aux ordres du capitaine Alain Glize (ET 1) constitué d'un peloton de commandement et de logistique, 3 pelotons de transport avec un peloton du 1er escadron de transport, un peloton du 2e escadron de transport, un peloton de transport du 515e régiment du train et une escouade de manutention lourde du 6e RCS) au sein et participation à la SFOR.

##### Stabilization ForceSFOR(Bosnie-Herzégovine)
- Ier Mandat Stabilization Force SFOR (Bosnie-Herzégovine) de décembre 1996 à février 1997

Le peloton du 1er escadron de transport du lieutenant Jérôme Mallard poursuit sa mission jusqu’en février 1997 au sein de l'escadron de transport du Régiment de Commandement et de Soutien SFOR OTAN à Mostar (6e DLB – 6e RCS) pour renforcer les unités de logistique déjà présentes sur les sites de Ploce (Croatie) sur la zone portuaire et la base aérienne de Mostar- Ortijes (Bosnie-Herzégovine).
- IVe Mandat Stabilization Force SFOR (Bosnie-Herzégovine) de décembre 1997 à avril 1998

Sous le commandement du lieutenant-colonel Jean-Pierre Habart, le régiment arme à partir du 3 décembre 1997, le Régiment de Commandement et de Soutien SFOR OTAN à Mostar (511e RT) avec l'envoi de l’escadron de commandement et de logistique du capitaine Tonnaire et du 2e escadron de Transport avec un peloton de commandement et de logistique et 3 pelotons de transport du capitaine Roberto Ramasco.

##### Opération Pélican II et III (Congo) en juin 1997
Mise en place d'un centre d'Évacuation de ressortissants de Brazzaville.

##### Professionnalisation du3eescadronde transport en  août 1997
À l'été 1997, le 511e régiment du Train, poursuivant son équipement, se voit doté d'un nouveau véhicule de transport logistique à capacité tout terrain : le TRM 10000 à plateau déposable de 13 tonnes de charge utile.
Ce nouveau véhicule équipe le 3e escadron de transport qui se professionnalise progressivement à partir de septembre 1997.

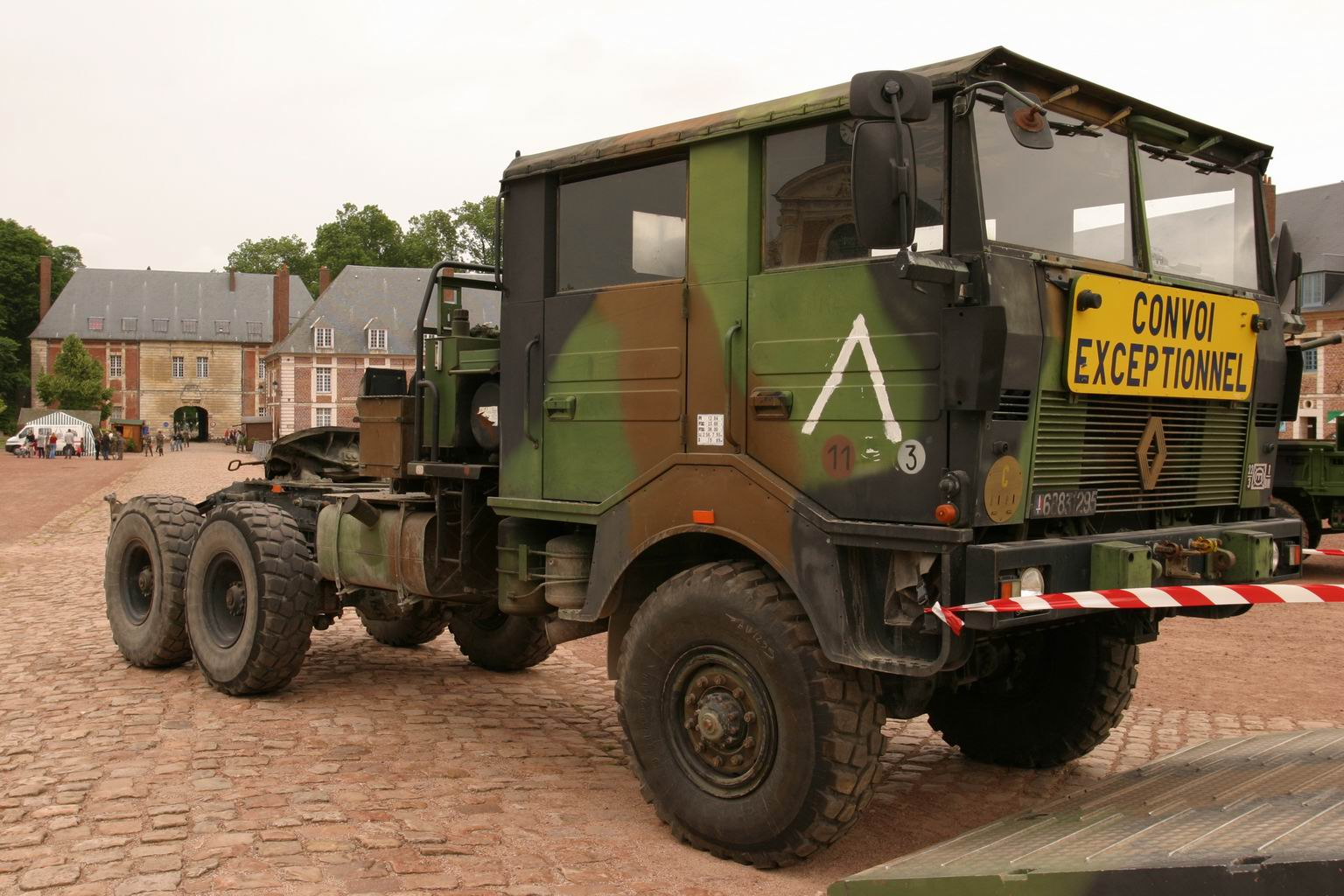
TRM 10000 en conduite « convoi exceptionnel ».
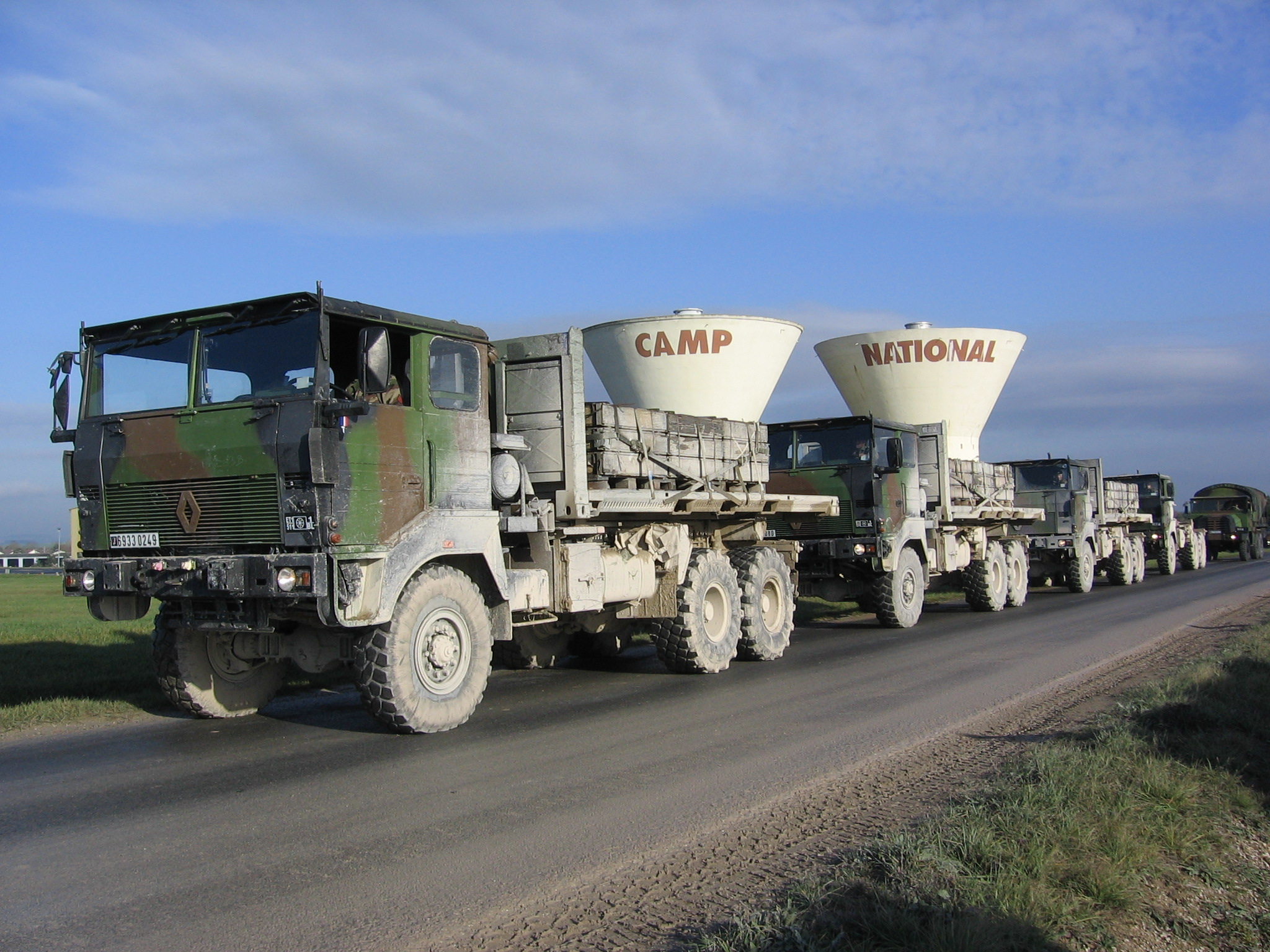
Escouade de TRM 10000 plateau en charge.
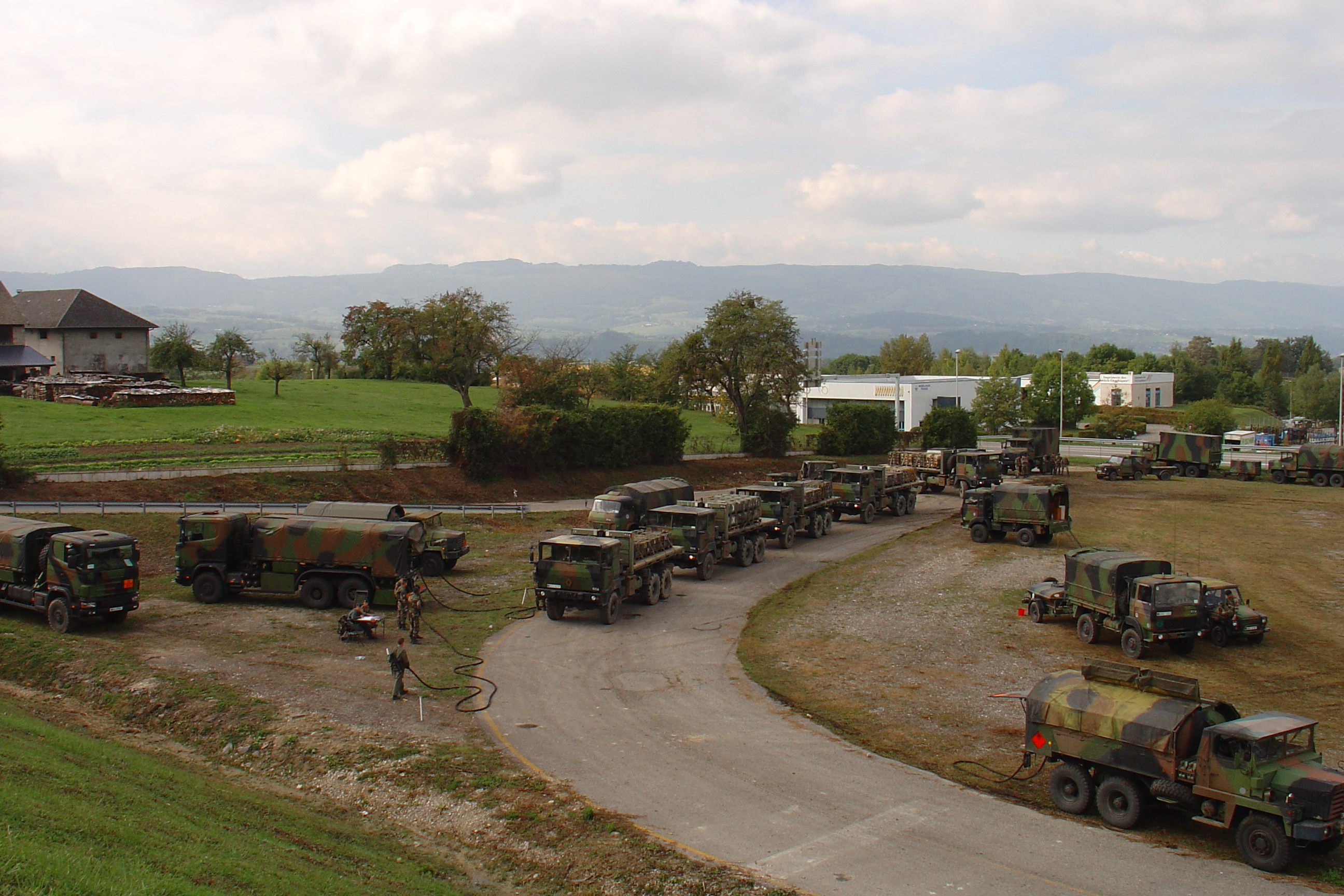
Ravitaillement d'une escouade de TRM 10000 lors d'un exercice en terrain libre.

### Évolution de juillet 1998 à nos jours
En juillet 1998, la refondation de l'Armée de terre prend corps; la Force d'Action Rapide est dissoute, le 511e régiment du Train quitte la Brigade Logistique de la FAR et rejoint la 1re Brigade Logistique dont l'état major s'installe à Montlhéry (Essonne).
Création du 6e Escadron de transport, unité de réserve sur TRM 10 000 en décembre 1998.
Décembre 98 – avril 1999 :
Après 4 mois d'entraînement spécifique, le régiment envoie d’une Compagnie de Marche constituée du 3e escadron de Transport renforcé d'un peloton du 1 escadron de transport en compagnie tournante à Nandai en Nouvelle-Calédonie au sein du Régiment d'Infanterie de MArine Pacifique Polynésie (RIMAPP NC) sous les ordres de capitaine Correa.

#### Opération TRIDENT (Macédoine - Kosovo) février - août 1999
Février 99 – août 1999 :
Le régiment en avance de professionnalisation sur les autres unités du train, envoie du peloton du lieutenant Sylvain Delagneau (2e Escadron de Transport) en Macédoine au sein de la force TRIDENT constituée pour l'essentiel de régiments parachutistes de la 11e Brigade Parachutiste et placée sous les ordres du général Marcel Valentin.
Avril - Décembre 1999 : Opération TRIDENT en Macédoine et au Kosovo
Lors de la création du Bataillon de Commandement et de Soutien de la KFOR (BCS KFOR) à Kumanovo (Macédoine), celui-ci est placé sous les ordres du lieutenant colonel Jean-Pierre Habart.
Afin de constituer cette formation logistique, toutes les unités élémentaires professionnelles participent.
L’escadron de Commandement et de Logistique, le 1er, 2e et 3e escadrons de transport et un peloton de l’escadron de circulation routière nouvellement crée avec des cadres et militaire du rangs des unités des régiments de commandement et de soutien (RCS) dissous en raison de la refondation de l'Armée de terre et de la disparition de l'organisation en division à partir d’août 1999.
Le 511e Régiment du Train constitua alors l’essentiel de l’ossature du 1er Bataillon de Commandement et de Soutien au Kosovo de la Brigade Leclerc placée sous les ordres du général de brigade Bruno Cuche stationné à Mitrovica (Kosovo).
Cette opération est la plus longue et la plus massive à laquelle le régiment a pris part depuis la guerre du Golfe.
Il aura accompli une mission opérationnelle d’une durée de 8 mois en un unique mandat sans aucune perte humaine.

#### La fin de la professionnalisation au régiment août 1999 - juin 2000
L'année 1999 marque la fin des évolutions majeures du régiment avec la création de 2 nouvelles unités élémentaires, le 4e escadron de transport et de l'escadron de circulation, unité d'appui mouvement du régiment.
La disparition de l'organisation divisionnaire provoque la réorganisation des unités du train avec la disparition des régiments de commandement et de soutien, régiment interarmes (Transmission, Train, Matériel).
Dans le cadre de la refondation de l'Armée de terre, avec la disparition des circonscriptions militaires de Défense (CMD), le régiment se retrouve rattaché au sein de la région Terre Nord Est (RT NE) sur le plan territorial.

#### Année 2000- 2002
Décembre 1999 - Avril 2000 : Bataillon de Commandement et de Soutien SFOR (Mostar et Sarajevo) 
Participation à la SFOR (3e Escadron de Transport).
Avril- août 2000 : Détachement de Soutien KFOR (Kumanovo (Macédoine))
Participation à la KFOR (4e Escadron de Transport).
Décembre 2000 - Avril 2001 : Bataillon de Logistique KFOR (Novo Selo (Kosovo)) aux ordres du colonel P. Etienne
Participation de l’Escadron de Commandement et de Logistique, du 2e Escadron de Transport 
et de l’Escadron de Circulation Routière.
Mai - Juin 2001 : Détachement du 3e Escadron en exercice interarmes en République tchèque
Juillet 2001 :Défilé motorisé du 14 juillet à Paris au sein de la 1re Brigade Logistique, avec à la tête du détachement de la 1re Brigade Logistique, le Colonel Étienne, chef de corps du 511e RT.
août 2001 - Décembre 2001:
Base de Soutien à Vocation Interarmées de Logistique KFOR à Petrovets (Macédoine)
Participation de l’Escadron de Commandement et de Logistique, le 2e Escadron de Transport 
et l’Escadron de Circulation Routière.

#### Année 2002- 2004
Avril - août 2002 :
Base de Soutien à Vocation Interarmées (BSVIA) Petrovets (Macédoine)
Participation de l'Escadron d'Administration et de Soutien et du 3e Escadron de Transport
Décembre 2002 - Mai 2003 :
Au sein du Bataillon de Logistique (BAT LOG) de KFOR à Novo Selo (Kosovo), l'escadron de transport est armé par le 4e escadron de Transport sous les ordres du capitaine Richard Lefevre
Mai - Septembre 2003 :
Bataillon de Logistique (BAT LOG) de la SFOR à Mostar-Ortijes (Bosnie) 
Participation de l’Escadron de Commandement et de Logistique, de l’Escadron d’Administration et de Soutien et d’un peloton du 2e Escadron de Transport
Mai - août 2003 :
Le régiment inaugure un nouveau concept d'emploi au sein de l'Armée de terre au Régiment d’Infanterie de Marine Pacifique Polynésie RIMAPP NC (Nouvelle-Calédonie (Nouméa)) celui de compagnie PROTERRE armée par l’Escadron de Circulation aux ordres du capitaine Vincent Laurent et participation de l’escadron de Commandement et de Logistique.
Juillet 2003 :
Défilé à pied du 14 juillet à Paris

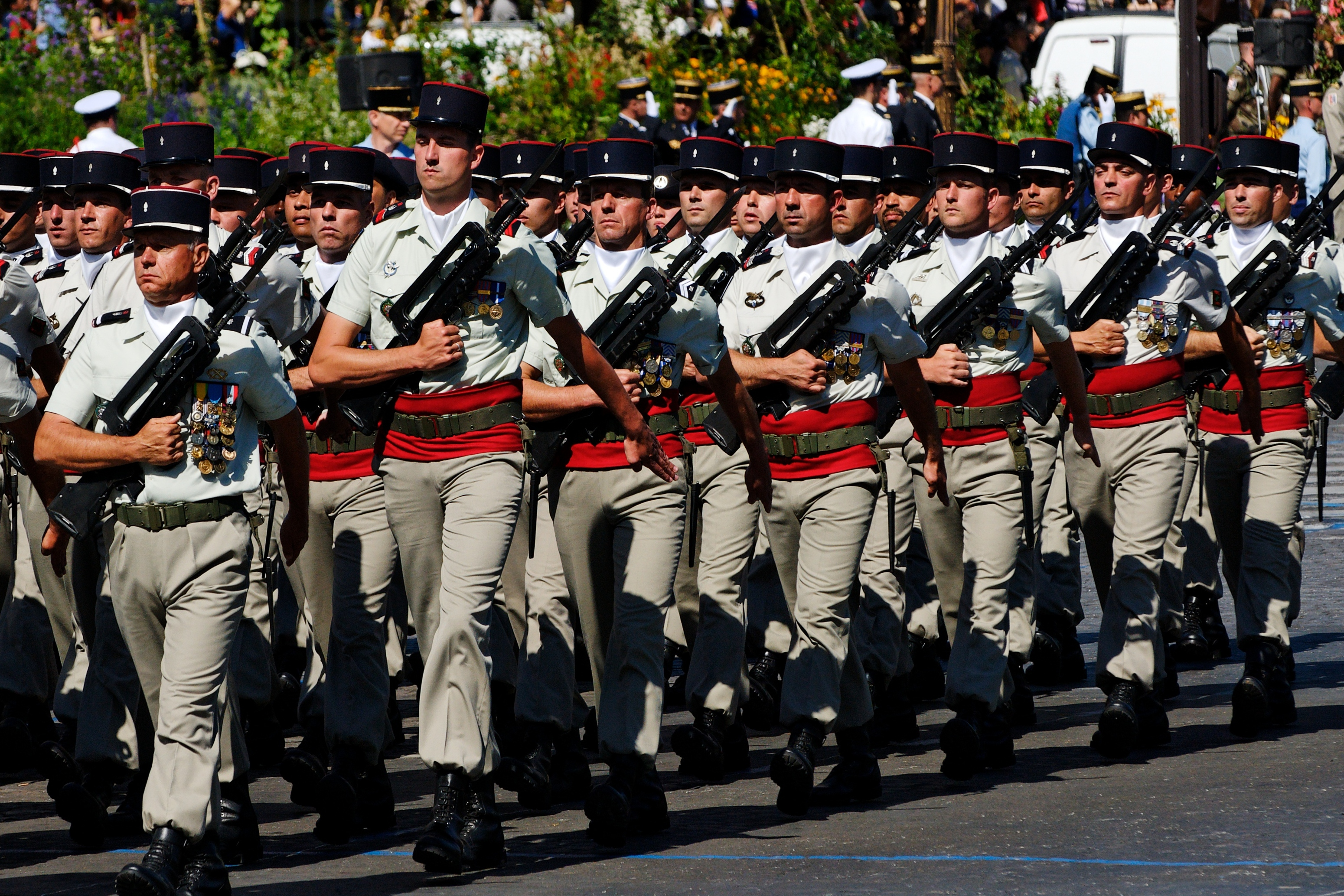
Le du train lors du défilé du 14 juillet 2008 sur les Champs-Élysées, à Paris.

Avec à sa tête le Lieutenant-colonel (TA) Thierry Gilbert, la garde à l’étendard, 144 cadres et soldats du 3e Escadron de Transport du capitaine Pascal Ledoux et 4e Escadron de Transport du capitaine Philippe Charlier.
Défilé motorisé au sein de la 1re Brigade Logistique
4 Véhicules Léger Tout Terrain P4 de l’escadron de circulation.
Octobre 2003 - Février 2004 :
Base de Soutien à Vocation Interarmées de Logistique (BSVIA) KFOR à Petrovets (Macédoine) 
Participation de l’Escadron d’Administration et de Soutien et du 1er Escadron de Transport
Février 2004 – juillet 2004
Opération Bouali
Détachement de Soutien au Gabon au profit des forces africaines de la MONUC
Mai - Juin 2004
Envoi d’un peloton de circulation en mission d’une durée de 5 semaines au Kosovo
Juin 2004
Opération Carbet en Haïti.

#### Année 2004 - 2006
JANVIER - Mai 2005 : L'Escadron de circulation routière aux ordres du CNE FEY est envoyé au KOSOVO au sein du BATFRA 8 arme par le 21e RIMa. Il prend ses quartiers dans le camp du Belvédère, à Mitrovica. Ses missions sont principalement de l'ouverture, reconnaissance et sécurisation d'itinéraires.

#### Année 2006 - 2008
En 2007, 139 militaires du 511e RT ont embarqué par voie aérienne pour la république de Côte d'Ivoire (RCI) dans le cadre du mandat 13 de l'opération Licorne.
Mai - Septembre 2007 : Le 3e Escadron fournit 1 peloton de transport à Novo-Selo (Kosovo) et renforce l'Escadron de Circulation Routière.

#### Année 2008 - 2010
Le 14 juillet 2008 : le 511e Régiment du Train défile à pied à Paris aux ordres du lieutenant-colonel PATUREAU-MIRAND.
Septembre 2008 / mars 2009 : l'escadron de circulation routière envoie un peloton aux ordres de l'ADJ DUPUIS en Afghanistan.
Avril 2009 / Aout-Septembre 2009 : participation à l'opération ONU MINURCAT au Tchad d'une partie du 2e escadron de ravitaillement (grand 2) sous ordre de la LTN Peluttiero.
Novembre 2009 / mai 2010 : l'escadron de circulation routière envoie un peloton aux ordres du lieutnant Lambert en Afghanistan. Ce peloton sera intégré à la TF VULCAIN, principalement armée par le 4e Régiment du Matériel.

#### Année 2010 - 2012
Bataillon logistique Osterode :
D'avril 2011 à octobre 2011, les hommes du 511e régiment du train étaient en mission en Afghanistan. Il formait le bataillon de soutien logistique des forces françaises et a également appuyé l'action de combat en zone urbaine des forces spéciales anglaises et afghanes en septembre 2011. Au total, 170 hommes du 511e régiment du train d'Auxonne ont été envoyés en Afghanistan. Le mercredi 16 novembre 2011 dans les quartiers du 511e régiment du train, à Auxonne, a eu lieu la dissolution du bataillon logistique Osterode (102 convois réalisé en dehors de Kaboul en Kapisa et Surobi puis du Wardak ; 300 missions sur Kaboul ; un avion déchargé tous les jours).

## Infrastructures

### Quartier Bonaparte
Ce quartier dont les principaux bâtiments ont été érigés entre 1756 et 1761 abrite aujourd'hui l'état-major du régiment, les unités élémentaires d'active et de réserve, les services.
C'est un agrégat de construction historiques : la plus ancienne est la Tour de Belvoir qui date du XIe siècle, la Tour du Signe remonte au XVIe siècle, les trois bâtiments principaux dits "des Cazernes" au XVIIIe siècle et la caserne Candras au XIXe siècle.

### Quartier Marey Monge
Les premiers bâtiments furent construits en 1779, 1782, 1784, et 1845 à proximité du bastion Royal et du bastion de Béchaux.
De son passé d'ancienne caserne de cavalerie - ou fut notamment stationné le 8e Régiment de Chasseurs à cheval jusqu'en 1913, le quartier Marey-Monge a conservé de cette époque le manège d'équitation de la Moskowa aujourd'hui utilisé comme gymnase.
De nos jours essentiellement destiné à la fonction de « zone vie » où logent les engagés volontaires, il abrite également :
- la 63e Antenne Médicale du centre médical des Armées de Besançon - qui a hérité du bâtiment de l'infirmerie de garnison construit sur le bastion Royal ;
- la salle d'honneur du 511e Régiment du Train - installée dans l'ancienne poudrière ;
- la direction de l'antenne du Cercle-Mixte de la Base de Défense de Besançon ;
- l'antenne de l’Établissement du Service d'Infrastructure de la Défense de Besançon ;
- les bureaux de l’Échelon Social de Proximité.

### Plateforme logistique et technique des Granges Hautes

#### Présentation

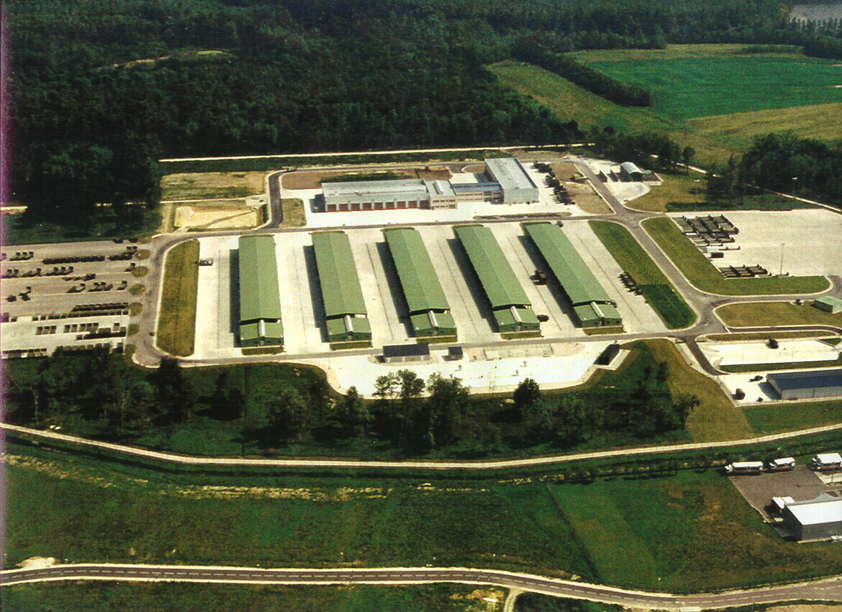
Vue Aérienne des Granges Hautes

Situé à proximité de la départementale 905 en direction de Dole (Jura), ce terrain militaire de 34 hectares - qui a servi de camp de prisonniers durant les années 1945 et 1946 puis de zone de manœuvres d'instruction - est choisi au début des années 1990 pour y construire la future zone technique du régiment.
La décision de créer une plate-forme logistique et technique aux Granges Hautes répond à plusieurs impératifs :
- l'évolution des matériels en service de plus en plus lourds et volumineux ;
- l'engorgement croissant du centre ville ;
- le poids désormais déterminant des réglementations environnementales sur la conduite des activités militaires en temps de paix.

Les 17 hectares prévus ne seront pas de trop pour accueillir, entretenir, ravitailler et nettoyer les véhicules du régiment.

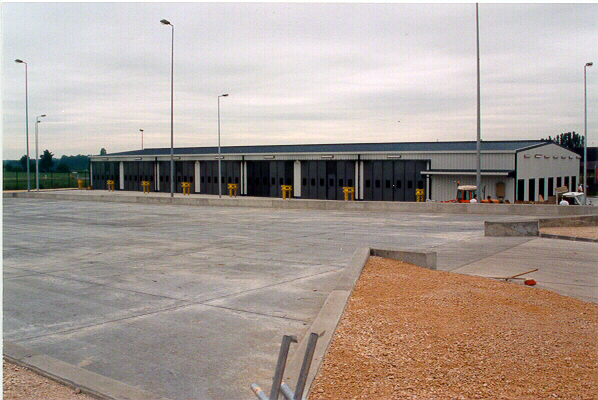
Granges Hautes

#### Historique de la construction de la Zone Technique
Courant de l'année 1990, le dossier est déposé par le lieutenant-colonel Roux d’un projet visant à déconcentrer les quartiers Bonaparte et Marey-Monge devenus trop exigus pour assurer la maintenance des véhicules militaires, à la suite de 176 Véhicules de Transport Logistique / Remorques (VTL/R).
1er Semestre 1991 :
Acceptation du projet par l’État-Major de l’Armée de Terre (EMAT). Initialement, ce projet comprenait 2 hangars ouverts orientés Nord-Sud destinés à accueillir les matériels des unités élémentaires professionnelles du régiment.
2e Semestre 1991 :
Devant les possibilités d’évolution des structures du régiment (création de nouvelles unités élémentaires) et notamment du nouveau concept d’entretien N.T.I.1 (Niveau Technique d’Intervention no 1), le colonel Pierre Clerc reprend le projet et demande une extension importante, 2 nouveaux hangars sont demandés.
1er Semestre 1992 :
L’établissement du Génie de Dijon en étudie une nouvelle fois la faisabilité.
Approuvé par le Général commandant la Circonscription Militaire de Défense de Besançon (CMD), le projet modifié est présenté à l’EMAT qui donne son accord et alloue les budgets correspondants.
2e Semestre 1992 :
Après des études et mises au point complémentaires, l’Établissement du Génie lance les appels d’offres auprès des sociétés spécialisées.
Les travaux préliminaires de déboisage et débroussaillement de la zone commencent.
1er Semestre 1993:
Délimitation du périmètre extérieur, ébauche du chemin de ronde, construction de la clôture d’enceinte (1 750 m).
2e Semestre 1993 :
Début des grands travaux de terrassement.
1er Semestre 1994 :
Début de la construction des trois premiers abris à véhicules.
1er Semestre 1995 :
Achèvement du poste de sécurité.
1er Semestre 1996 :
Construction des deux derniers abris à véhicules.
2e Semestre 1996 :
Construction de l’aire de lavage et de la soute à carburant.
1er Semestre 1997 :
Début des travaux d’édification de la station service et du bâtiment NTI1.
2e Semestre 1997:
Installation des pelotons et du NTI1.

#### Données techniques
L’aménagement de la Zone Technique des Granges Hautes répond à la montée en puissance du Régiment au cours des années 1990.
Mais les impératifs militaires n’ont pas été les seuls retenus.
La législation européenne concernant la protection de l’environnement s’est vue scrupuleusement respectée afin que les eaux usées, les huiles ou les fuites de carburant ne puissent nuire à la nappe phréatique.
Des travaux préventifs de drainage et de recyclage ont été effectués afin de supprimer tout risque prévisible de pollution et dans un souci d’économie.
Les possibilités techniques des Granges Hautes ont vocation à répondre aux exigences toujours plus grandes en termes de rapidité de mobilisation des hommes et du matériel.
Il est ainsi possible de ravitailler en carburant jusqu’à six véhicules simultanément.
Les services techniques du Régiment sont également regroupés sur une surface de 5 300 m2 afin de concentrer et de rationaliser l’entretien des véhicules.

## Chants du régiment
Il existe deux chants au sein du régiment:
- un premier chant qui date la création de régiment en 1980 enregistré sur vinyle par la fanfare du 602e RCR de Dijon aux éditions Corélia.
- le deuxième date de la célébration du 50e anniversaire de l'installation dans la garnison d'Auxonne, le 10 juin 2006.

L'œuvre est collective, les paroles ont été coécrites par les lieutenants Géraud Loubeyre et Laurent Gebel, la partition de musique l'a été uniquement par le lieutenant Laurent Gebel.
- Rectification : l'origine est le Colonel (er) M.Charue. Commandant en Second du 511e d'août 1975 à août 1977 ; Chef de Corps du 511eRT d'août 1979 à août 1981.
- La première "Marche du 511" a été créée en 1979 par le chef de musique du 602e RCR le Lieutenant Beaumont (paroles et musique) DCD. Les premières mesures servent de refrain du régiment. Une demande d'homologation a été déposée en son temps au CHA et Sacem. Cette version a été en effet enregistrée sur disque par Corelia. Le "Conducteur" original (de la main du Lieutenant Beaumont) devrait figurer incessamment en Salle d'Honneur.
- En ce qui concerne le "2e chant" il m'a été rapporté en effet qu'à partir de la mélodie initiale, une nouvelle version avait été créée par deux lieutenants de la "Calotte" (club des lieutenants - tradition du régiment remise à l'honneur en 1974 par le colonel Lascaray et qui ne figure pas dans l'historique du régiment au titre des traditions.)
- Le "2e" a été chanté par un Peloton d'engagés volontaires en avril 2006 devant le chef de corp à la fin des "classes" du PEV. Le lieutnant Leclerc étant le chef de peloton, et faisant partie du club de Lieutenant "La calotte"

## Liste des chefs de corps

### Groupe de Transport 511
Du 1er mai 1947 au 31 décembre 1949, l'État-major et la compagnie Hors Rang du Groupe de Transport 511 étant dissout, n'ont subsisté que deux compagnies autonomes de Transport du TRAIN : la 1/511e GT et la 2/511e GT.
1. Chef d'escadron Prosnier 1er août 1944 au 30 novembre 1944
2. Chef d'escadron de la Ville Moysan 1er décembre 1944 au 30 juin 1946
3. Chef d'escadron Paquier 1er juillet 1946 au 3 juillet 1946
4. Lieutenant-colonel Montintin 1er août 1946 au 30 avril 1947
5. Chef d'escadron Fremiot 1er janvier 1950 au 30 mars 1952
6. Chef d'escadron Muninger 31 mars 1952 au 15 janvier 1953
7. Chef d'escadron Monsang 1er mars 1953 au 9 octobre 1953
8. Chef d'escadron Carassou 10 octobre 1953 au 9 juin 1954
9. Chef d'escadron Jegou 10 juin 1954 au 30 septembre 1954
10. Chef d'escadron Camus 1er octobre 1954 au 30 juin 1955
11. Chef d'escadron Mario 1er juillet 1955 au 15 mai 1957
12. Chef d'escadron Clausse 16 mai 1957 au 12 janvier 1960
13. Chef d'escadron Chaumont 13 janvier 1960 au 31 décembre 1961
14. Chef d'escadron Veyrac 1er janvier 1962 au 15 octobre 1962
15. Chef d'escadron Odinot, (p v t) 16 octobre 1961 au 3 septembre 1963
16. Chef d'escadron Haugades 4 septembre 1963 au 1er février 1966
17. Chef d'escadron Gros 2 février 1966 au 16 mars 1969
18. Chef d'escadron Escalier (p i) 17 mars 1969 au 20 juillet 1969
19. Chef d'escadron Michel-Lévy 21 juillet 1969 au 22 juillet 1971
20. Chef d'escadron Malard 23 juillet 1971 au 30 juin 1972
21. Lieutenant-Colonel Malard 1er juillet 1972 au 22 juillet 1973
22. Chef d'escadron Thomas 23 juillet 1973 au 30 juin 1975
23. Lieutenant-colonel Thomas 1er juillet 1975 au 3 octobre 1975
24. Chef d'escadron Lascaray 4 octobre 1975 au 31 décembre 1975
25. Lieutenant-colonel Lascaray 1er janvier 1976 au 15 septembre 1977
26. Lieutenant-colonel Joulain 15 septembre 1977 au 10 août 1979

### 511erégimentdu Train
1. Lieutenant-colonel Michel Charue 10 août 1979 au 11 août 1981
2. Lieutenant-colonel Yves Renaudin 11 août 1981 au 29 août 1983
3. Lieutenant-colonel Chenavas 30 août 1983 au 5 septembre 1985
4. Lieutenant-colonel Dumont 6 septembre 1985 au 3 septembre 1987
5. Colonel El Iman 4 septembre 1987 au 8 septembre 1989
6. Lieutenant-colonel Roux 9 septembre 1989 au 9 septembre 1991
7. Colonel Pierre Clerc 10 septembre 1991 au 30 juin 1994
8. Colonel Jean-Paul Leroux 30 juin 1994 au 25 juin 1997 (**)
9. Colonel Jean-Pierre Habart 26 juin 1997 au 30 juin 2000 (**)
10. Colonel Patrick Étienne 1er juillet 2000 au 1er juillet 2002 (***)
11. Colonel Thierry Gilbert 2 juillet 2002 au 30 juin 2003 au 30 juin 2004
12. Colonel Jean-Luc Jacquement 1er juillet 2004 au 30 juin 2006 (**)
13. Colonel Christophe Moores 1er juillet 2006 au 30 juin 2008
14. Colonel Guy Patureau-Mirand 30 juin 2008 au 29 juin 2010 (**)
15. Colonel Stéphane Canitrot du 29 juin 2010 au 27 juin 2012 (***)
16. Colonel Jean-Louis Vélut du 27 juin 2012 au 3 juillet 2014
17. Colonel Emmanuel Ruffat du 3 juillet 2014 au 21 juin 2016
18. Colonel Nicolas Siraudin du 21 juin 2016 au 21 juin 2018
19. Colonel Samuel Morice du le 21 juin 2018 au 16 juillet 2021
20. Colonel Pierre-Alain Schweitzer du 16 juillet 2021 au 28 juin 2023
21. Colonel Aymeric Andrieu depuis le 28 juin 2023

(**) Officier qui devint par la suite général de brigade.
(***) Officier qui devint par la suite général de division.